# Cava d'Ispica
Cava d'Ispica è complesso archeologico che si trova in una vallata fluviale che per 13 km incide l'altopiano ibleo, tra le città di Modica e Ispica. La vallata, immersa nella tipica vegetazione della macchia mediterranea, custodisce necropoli preistoriche, catacombe cristiane, oratori rupestri, eremi monastici e nuclei abitativi di tipologia varia che si sono succeduti ininterrottamente dalla Preistoria (Antica età del Bronzo) fino almeno al XIV secolo. Nell'area iniziale della vallata, esisteva l'antico centro abitato di Ispica, spazzato via dal terremoto del 1693, e poi ricostruito a ridosso della cava. Il sito in cui si trovano i resti archeologici del castello, prende il nome di Parco Forza.

## Archeologia
Secondo l'archeologo Biagio Pace Cava d'Ispica è una delle più grandi curiosità archeologiche della Sicilia per il suo aspetto pittoresco e il grande numero di escavazioni nelle pareti rocciose del suo lungo corso da Ispica, fin nell'altopiano di Modica.La particolare morfologia della cava, a forma di gola, il tipo di roccia, la posizione naturalmente adatta alla difesa, la prossimità del mare, hanno contribuito a rendere questo luogo uno dei maggiori insediamenti rupestri della Sicilia.Ancora oggi, nonostante diverse ricerche da parte di studiosi, soprattutto italiani, non si conosce molto sulla Cava d'Ispica. Più recentemente, Giovanni Modica afferma che "la spesa per condurre a termine un'impresa di questo genere [e cioè un'esplorazione scientifica del sito archeologico] è tale da non farla prendere neppure in considerazione".
Infatti il sito non è mai stato studiato conducendo una regolare campagna di scavi ed ancora oggi ci si deve accontentare di ricerche parziali.
La difficoltà nell'interpretazione di dati riferibili ad un arco cronologico particolarmente ampio, comprendente età protostoriche e storiche, non consente di precisare l'epoca in cui nella Cava si stabilì il primo insediamento umano.

### I primi abitatori

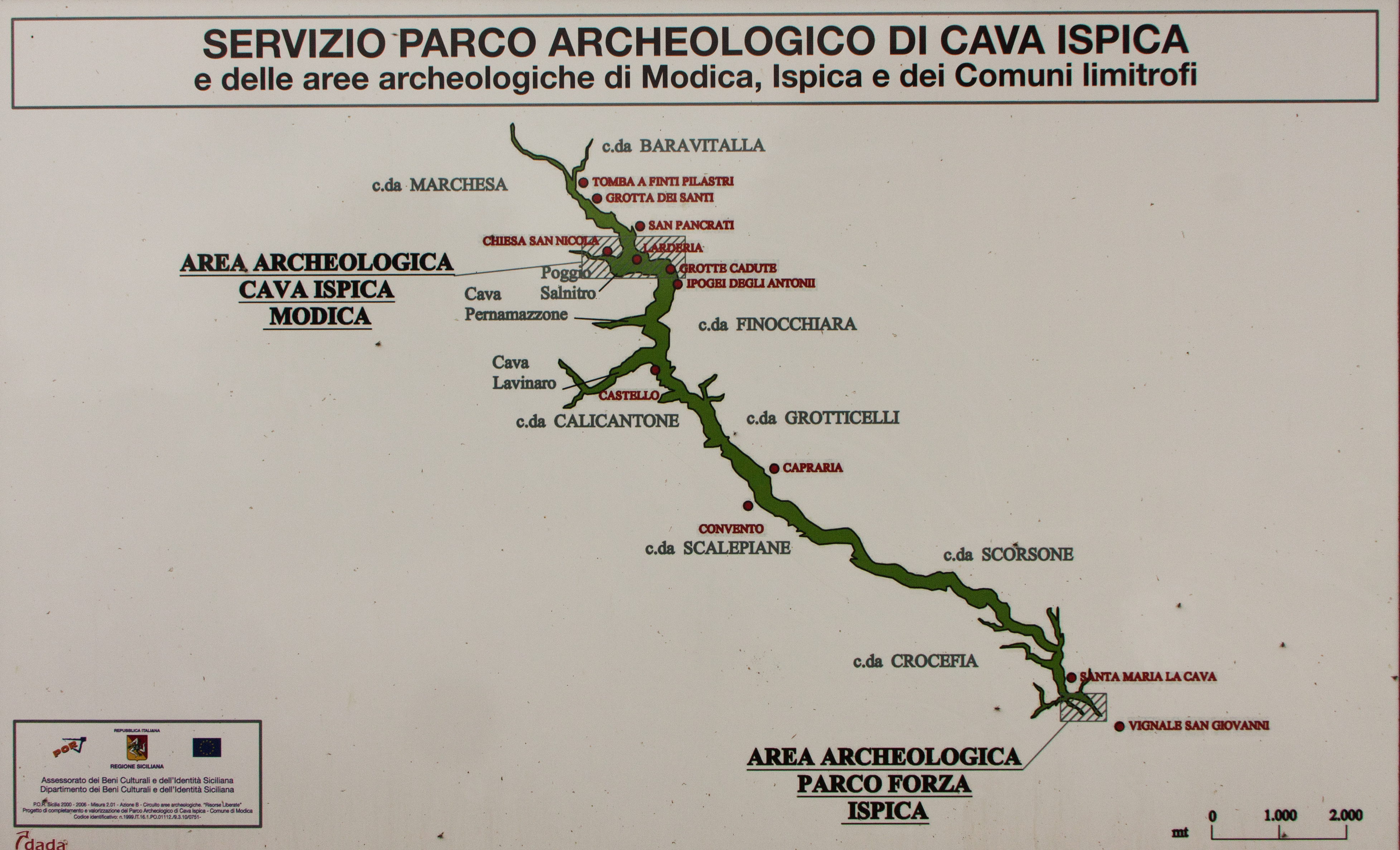
Mappa dei monumenti di Cava d'Ispica

Il sito costituiva un luogo particolarmente adatto a una popolazione primitiva in quanto offriva rilevanti difese naturali e risorse necessarie alla sopravvivenza.
Gran parte dei reperti archeologici provenienti dal Parco Archeologico e dalle aree di Modica, Ispica e dei comuni limitrofi sono conservati al Museo Civico "F. L. Belgiorno" di Modica, dove sono esposte anche antiche collezioni formate già alla fine del XIX secolo.
Fra i reperti preistorici più importanti, oltre a numerose ceramiche, lame ed accette di selce, coltelli di ossidiana e altri reperti in selce, si conserva il famoso osso a globuli di colore nero ritrovato presso la cosiddetta "tomba del principe" di contrada Baravitalla (Modica), appartenente a una categoria di oggetti abbastanza rari rinvenuti in Sicilia, in Grecia e a in Asia Minore.
Difese naturali erano la vegetazione folta e fitta e il fiume che scorreva in fondo alla valle, guadabile in pochi punti e che divideva la Cava in due parti. Esisteva poi uno sbarramento naturale costituito da un enorme blocco di roccia che chiudeva il passaggio in direzione dell'attuale cittadina di Ispica, a Sud della Cava.
Successivamente gli abitanti aggiunsero delle vere e proprie opere di fortificazione descritte come una "muraglia megalitica". Questa zona viene indicata infatti con il nome di "Barriera".
L'archeologo Pace afferma che le grotte della Cava d'Ispica sono da distribuire lungo un paio di millenni, anche se sono state "già tutte fantasiosamente attribuite a genti ed età antichissime". Le più antiche sarebbero da attribuire ai Sicani, qui vissuti per molti secoli, attardati, perché isolati, nelle loro forme tradizionali anche durante l'età classica. Ma la maggior parte sono invece catacombe del primo cristianesimo, quali la "Grotta della Larderia", abitazioni rupestri, santuari (Santa Maria e San Pancrati), successivi il VI secolo d.C.
I Siculi, invasa la Sicilia, si impadronirono degli insediamenti sicani della Cava d'Ispica e ne fondarono di nuovi formando nuovamente delle comunità che permasero fino al terremoto del 1693. Apparterrebbero a questo periodo le tombe a forno di "Scalaricotta".
Altri insediamenti imponenti dei Siculi furono le grotte vicine al Castello Sicano, la Capraria e i complessi abitativi di fronte al "Lavinaro", composti da centinaia e centinaia di grotte a più piani intercomunicanti.
Con l'arrivo dei Greci alcune città furono conquistate, altre invece, tra cui l'abitato localizzato a Cava Ispica, rimasero indipendenti mantenendo comunque rapporti anche commerciali; fu lo stesso con i Romani di cui è rimasta ben poca traccia, confusa poi con la successiva presenza bizantina.
Per sottrarsi alle persecuzioni, le popolazioni cristiane del luogo si rifugiarono nelle grotte della Cava dove scavarono piccoli luoghi di culto o riadattarono a tale scopo ambienti già esistenti, decorandoli con immagini sacre.
Ne sono dimostrazione la chiesa rupestre di Santa Maria, la grotta di Sant' Ilarione, la grotta "dei Santi", la chiesa rupestre di S. Nicola e poi le catacombe come la "Larderia", "U Campusantu", la "Spezieria".
Dopo il tremendo terremoto del 1693 gran parte della popolazione che abitava la parte Sud del sito si trasferì in una nuova città, denominata Spaccaforno, che solo nel 1936 mutò nome in Ispica. Da allora per la Cava iniziò un lungo periodo di abbandono.

### Il crescente interesse per la Cava
(Viaggio per tutte le antichità di Sicilia descritte da Ignazio Paternò Principe di Biscari, 1781)
La cava diverrà meta dei viaggiatori in Sicilia come Jean Houel, lo Chatelet, Saint-Non e altri. Mentre in epoche più recenti attirò l'attenzione di archeologi come Biagio Pace, Paolo Orsi e Holm.
Lo scrittore Bufalino ambienterà una scena di un suo romanzo proprio tra gli anfratti della Cava.
(Gesualdo Bufalino, Argo il cieco ovvero I sogni della memoria)

## Denominazione ed ipotesi di etimologia
La denominazione "Cava d'Ispica" proviene dalla città omonima, la quale si chiamò Spaccaforno fino al 1936. La città di Ispica, infatti, nella parlata locale è ancora oggi comunemente conosciuta come Spaccafunnu. Questo termine appare in una bolla papale del 1093 e in un'altra del 1168, sotto il pontificato di Alessandro III, nella quale si assegnavano al vescovo di Siracusa le chiese di Spaccaforno. L'antico nome latino fu per molti secoli Ispicae fundus, cioè il sito del territorio di Ispica che si trova nella parte più bassa, fundus della suddetta Cava. L'etimo "Ispica", nell'uso comune, è stato ed è tuttora preceduto dal prefisso "cava" (valle, secondo la parlata locale), e si è sempre parlato in dialetto di "Cava r'Ispica" o Cava d'Ispica. Di per sé "Ispica" viene sciolto con la locuzione greca éis pegàs, cioè "verso le sorgenti", ad indicare il corso del torrente Pernamazzoni/Busaitone.
(Jean-Claude Richard de Saint-Non, Voyage Pittoresque de Naples et de Sicile, 1781-1786)

## Aspetti del paesaggio
La cava, che in alcuni punti è profonda circa cento metri e larga più di mezzo chilometro, è solcata da un torrente che ha nome Pernamazzone nel corso superiore e dal Busaitone nel corso inferiore.
La presenza dei corsi d'acqua ha fatto sì che nel luogo si sviluppasse una vegetazione rigogliosa, motivo d'attrazione per varie specie di uccelli ed altre specie animali, tali da rendere questo luogo un sito di singolare bellezza paesaggistica.
La flora esistente nella Cava è costituita dalle specie proprie della macchia mediterranea come il leccio, l'euforbia arborea, il carrubo, la palma nana, l'olivo selvatico, l'olivastro, il platano ed altre; anche il sottobosco presenta diverse varietà: felce maschio, ciclamino di terra, acetosella, borragine, nepitella, ampelodesma, asparago, edera, salvia, ecc.
Nel tempo in cui era abitata, la Cava mostrava anche la presenza di varie colture che dopo il terremoto del 1693 furono abbandonate e non più rinnovate. Pochi secoli dopo vennero riprese e la Cava ridivenne un vero giardino, dove erano coltivati alberi da frutta, nespole, albicocche, uva da tavola, cachi, noci, noccioline, pistacchio, melograni, ecc.
La fauna è meno varia e numerosa di un tempo; vi hanno trovato il loro "habitat": il coniglio selvatico, la volpe, l'istrice, il riccio, il colombaccio, il gufo reale e rettili vari, come il saettone e il biacco.
La roccia dell'altopiano ibleo è essenzialmente di natura calcarea ed è perciò che i vari corsi d'acqua, nel tempo, hanno scavato valli più o meno profonde, alcune anche con pareti ripide, che sono chiamate "Cave" formando un'intricata rete attraverso la quale scorre a mare l'acqua torrenziale.

Nella parte Nord della Cava (in territorio di Modica), con pareti rocciose più adatte all'insediamento umano, più numerose sono le tracce di abitazioni, le grotte (abitate dall'VIII secolo a.C. agli inizi del XX), le necropoli. Nella parte Sud prevalgono le postazioni difensive come il "Fortilitium" (territorio di Ispica), roccaforte naturale costituita da una massa rocciosa di calcare dure (che ha resistito, proprio perché duro, all'erosione delle acque del torrente), in forte rilievo in mezzo all'alveo della Cava, chiamata "Forza", che esercitava una vera e propria funzione di sbarramento e di difesa dell'ingresso sud della Cava.

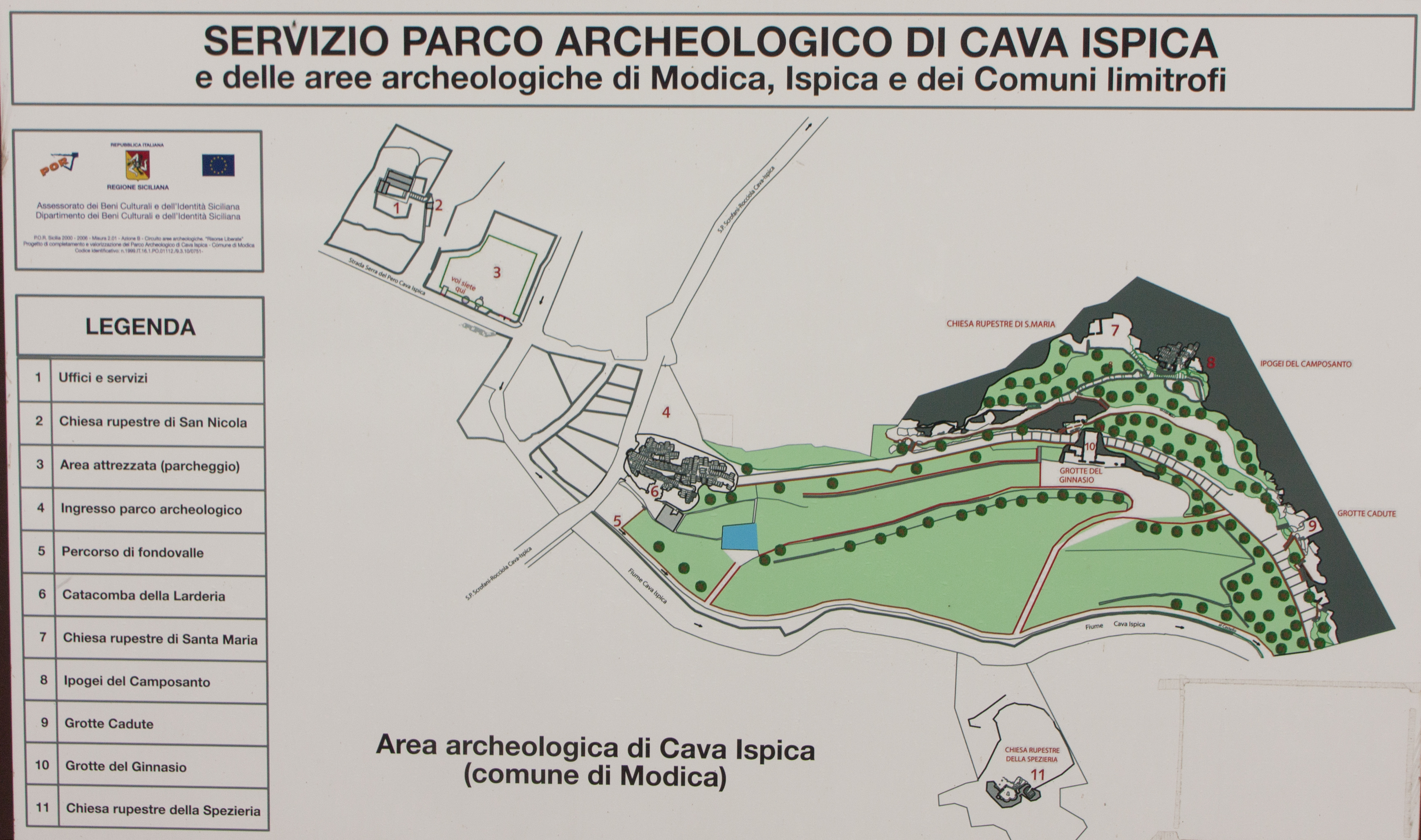
Mappa dell'Area Archeologica di Cava d'Ispica

## Monumenti

### Parco Archeologico di Cava d'Ispica
Alcuni dei monumenti fanno parte del Parco Archeologico di Cava d'Ispica di recente istituzione.

#### Il ginnasio
Il ginnasio è un ambiente scavato nella roccia di età ellenistico-romana e riportato alla luce solo di recente. Esso è costituito da due sale comunicanti e corredate di sedili laterali. La stanza sulla destra presenta una parete franata ed è dotata di vasche per abluzioni. L'ambiente di sinistra è il meglio conservato nonché il più interessante. In esso si notano ancora delle incisioni in greco che designavano i posti a sedere. In corrispondenza delle lettere PRE si indicavano i posti degli anziani, presbyteroi. sotto la scritta NEO i giovani o neoteroi.

L'ambiente probabilmente veniva utilizzato come aula assembleare in cui la comunità si ritrovava.

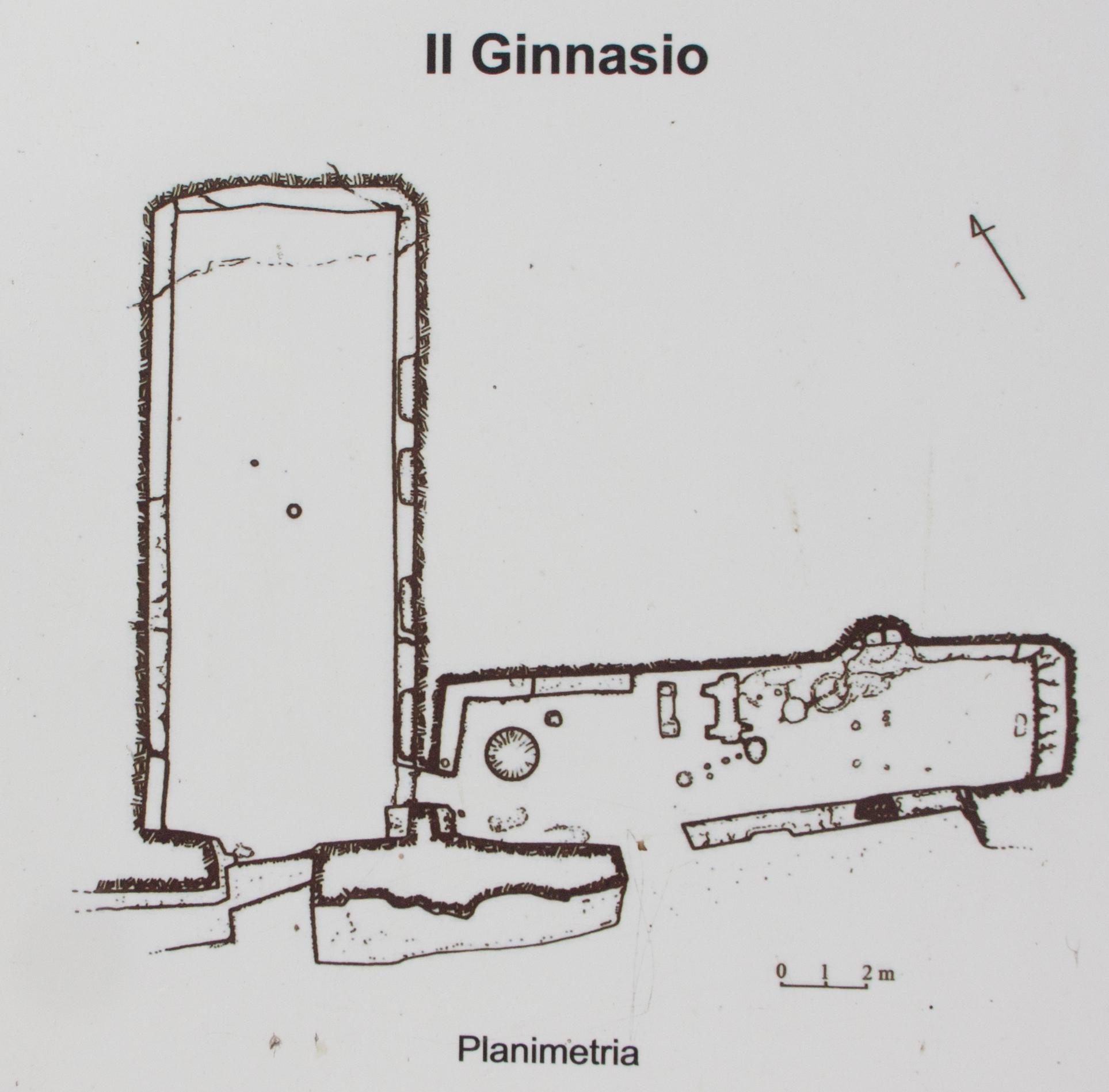
Planimetria del ginnasio
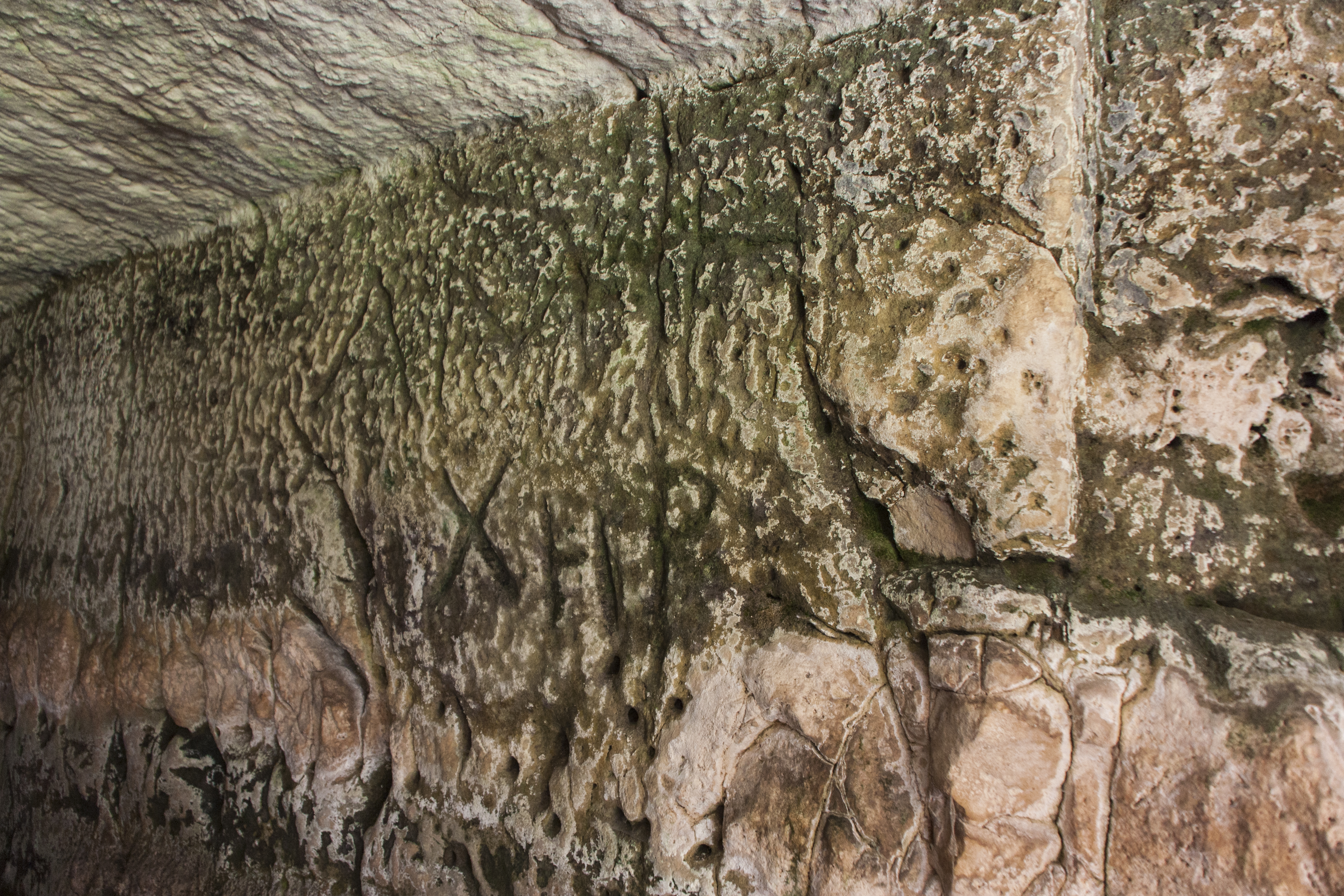
Le iscrizioni
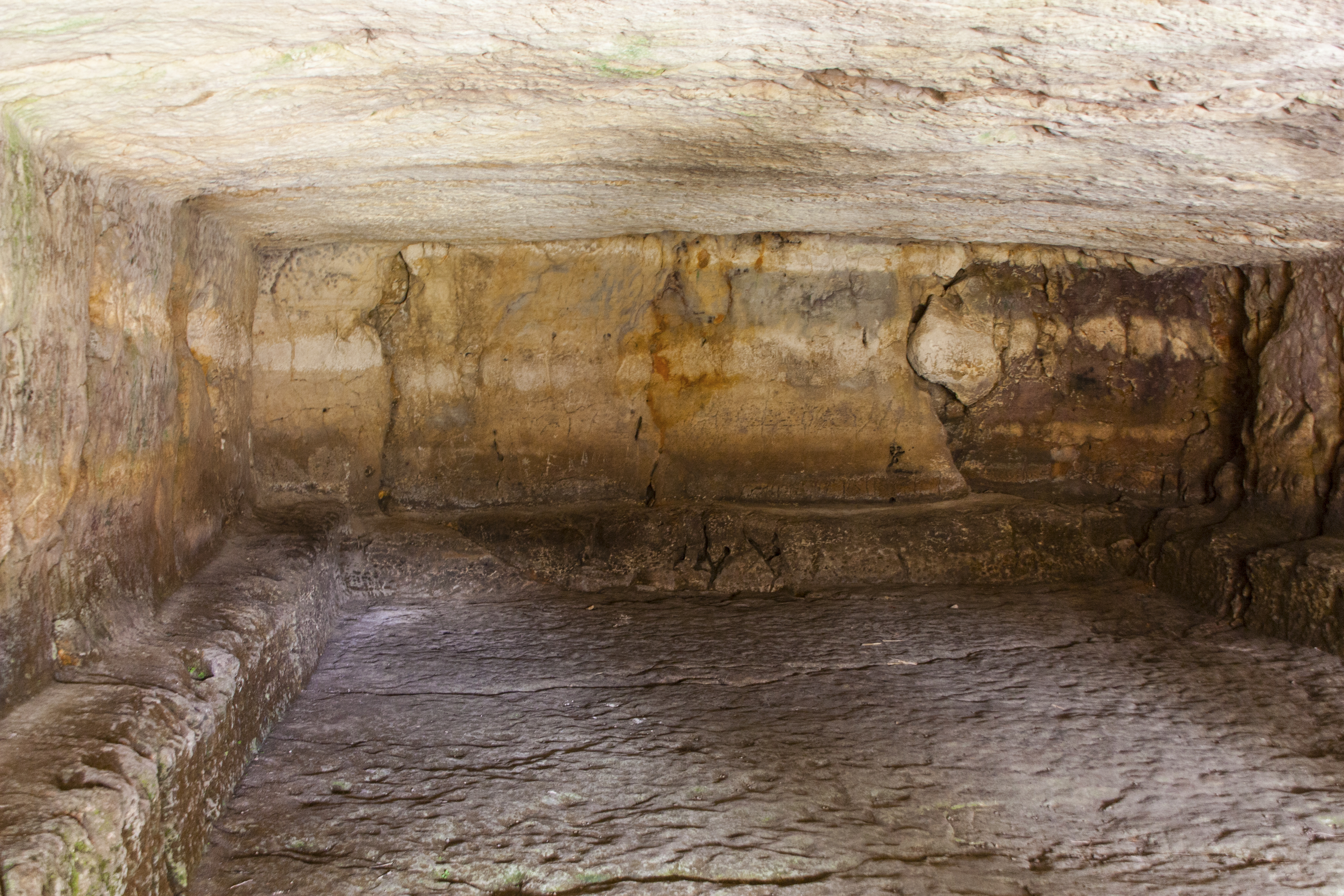
Sala di sinistra
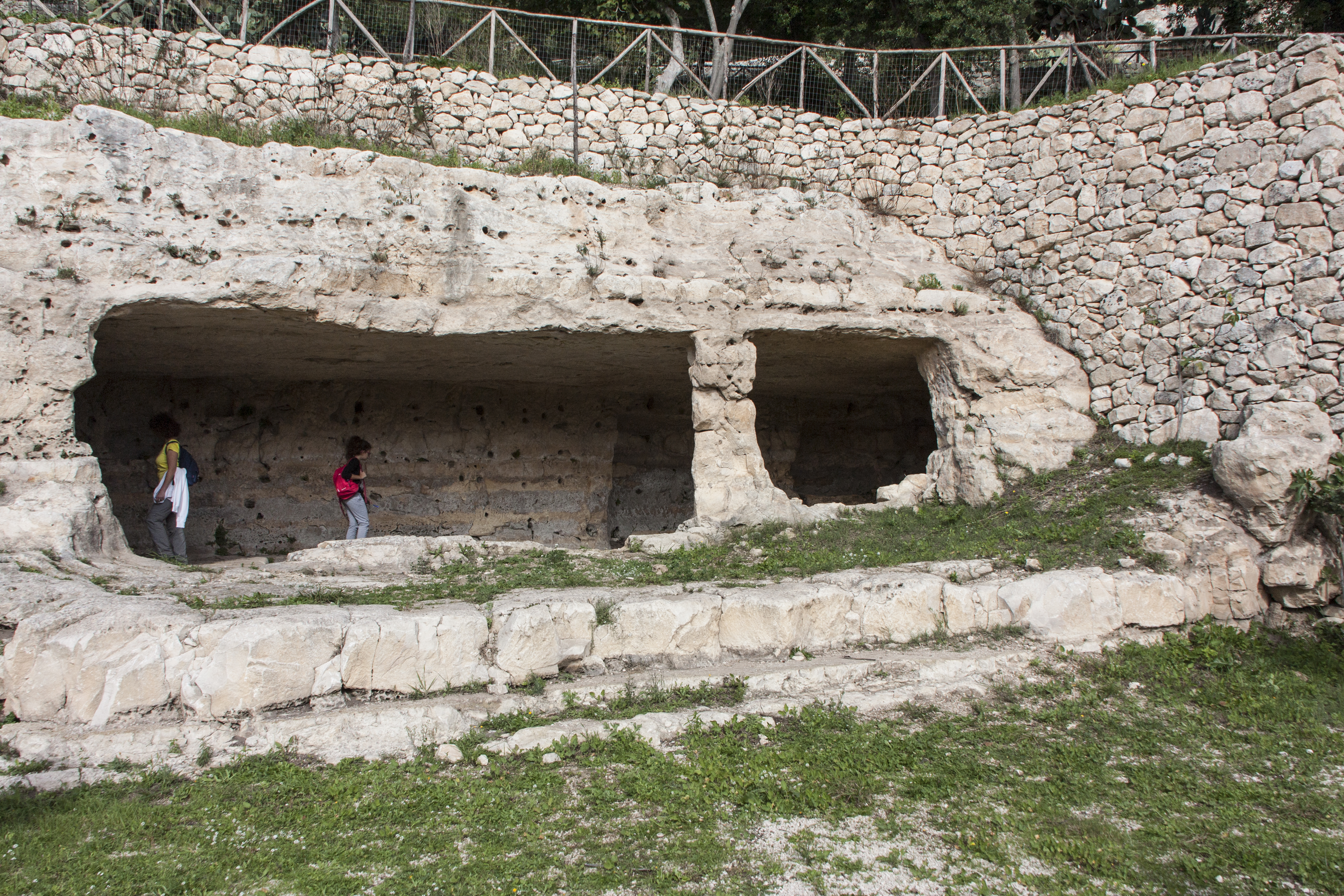
Sala di destra
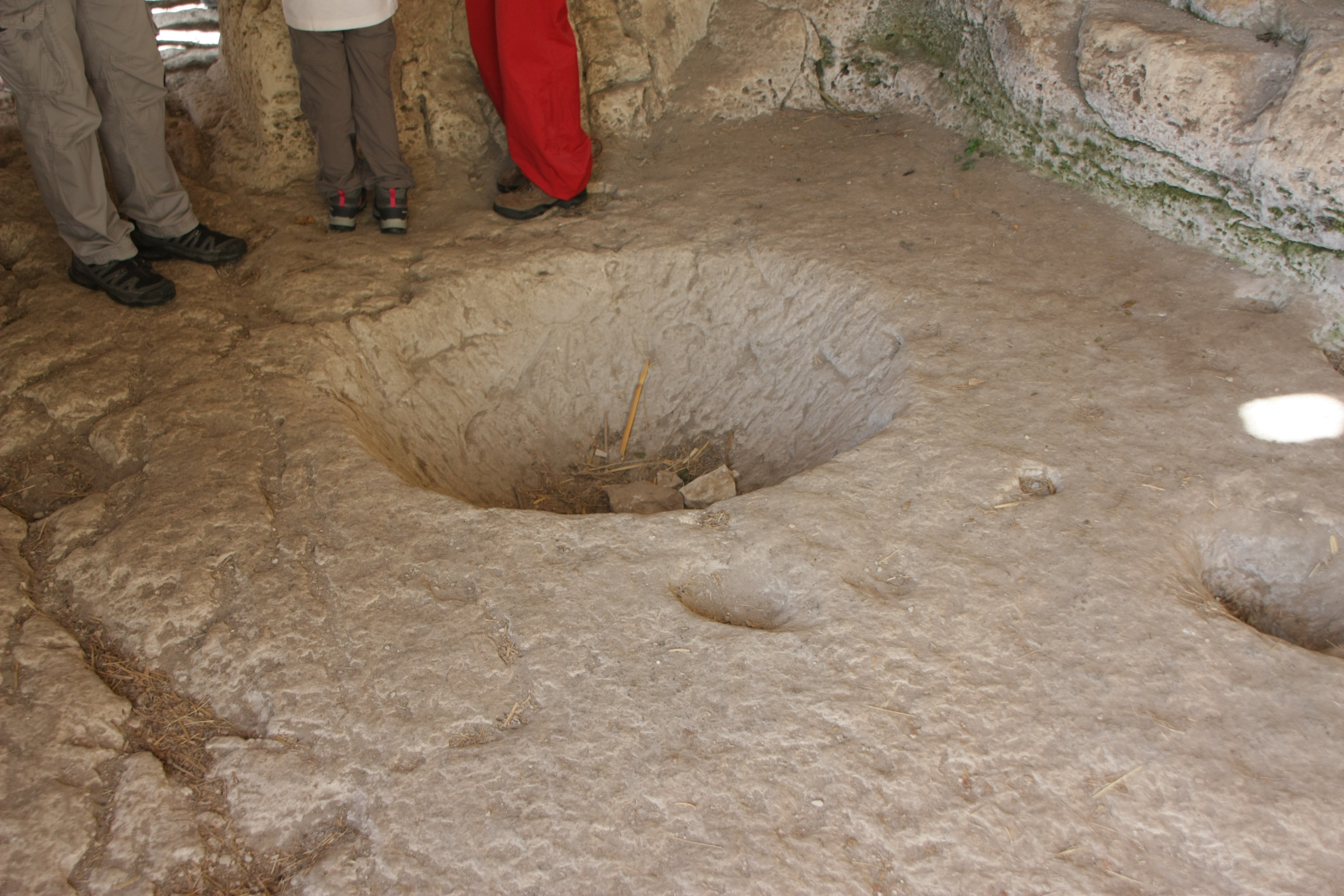
Vasca per le abluzioni
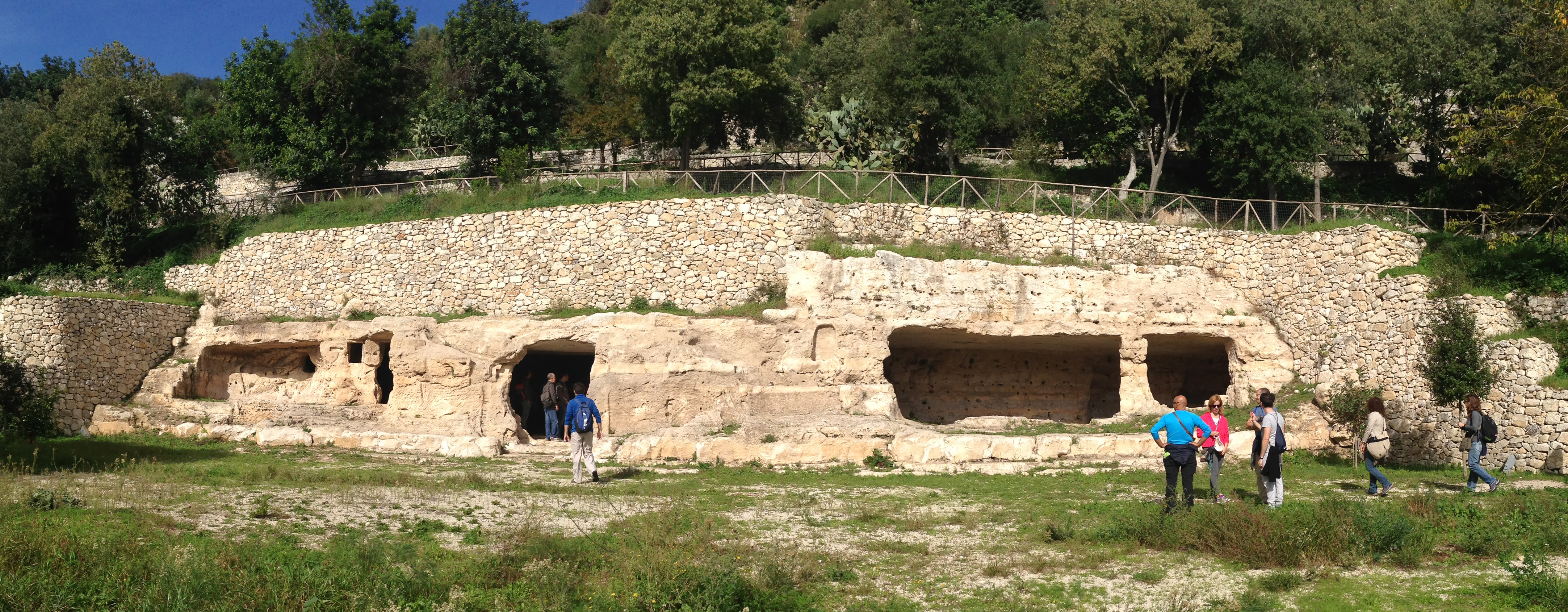
Esterno

#### La Larderia
La catacomba denominata Larderia, tra le numerose esistenti in zona, è indubbiamente la più nota.
È la più grande della Sicilia, dopo quella di S. Giovanni a Siracusa, e ha un'estensione di oltre 500 m².
Si trova all'estremo nord della Cava Ispica (Modica) e fa parte di un grande complesso sepolcrale.
(Jean Houel, Voyage pittoresque des isles de Sicile, de Lipari et de Malta, 1782/87)
L'ingresso della catacomba immette in un ampio vestibolo, da cui si dipartono tre corridoi: quello centrale si addentra nella cavità della roccia per oltre 40 metri; gli altri due, laterali, sono di lunghezza minore. Il corridoio centrale ha un'architettura piuttosto singolare, e rappresenta tre epoche successive di opera di scavo.
La prima parte è un cunicolo di circa dodici metri, largo due, lungo le cui pareti sono state ricavate serie di nicchie orizzontali, in cinque ordini.
L'ordine inferiore, interrato da secoli, fu riportato alla luce nel 1982.

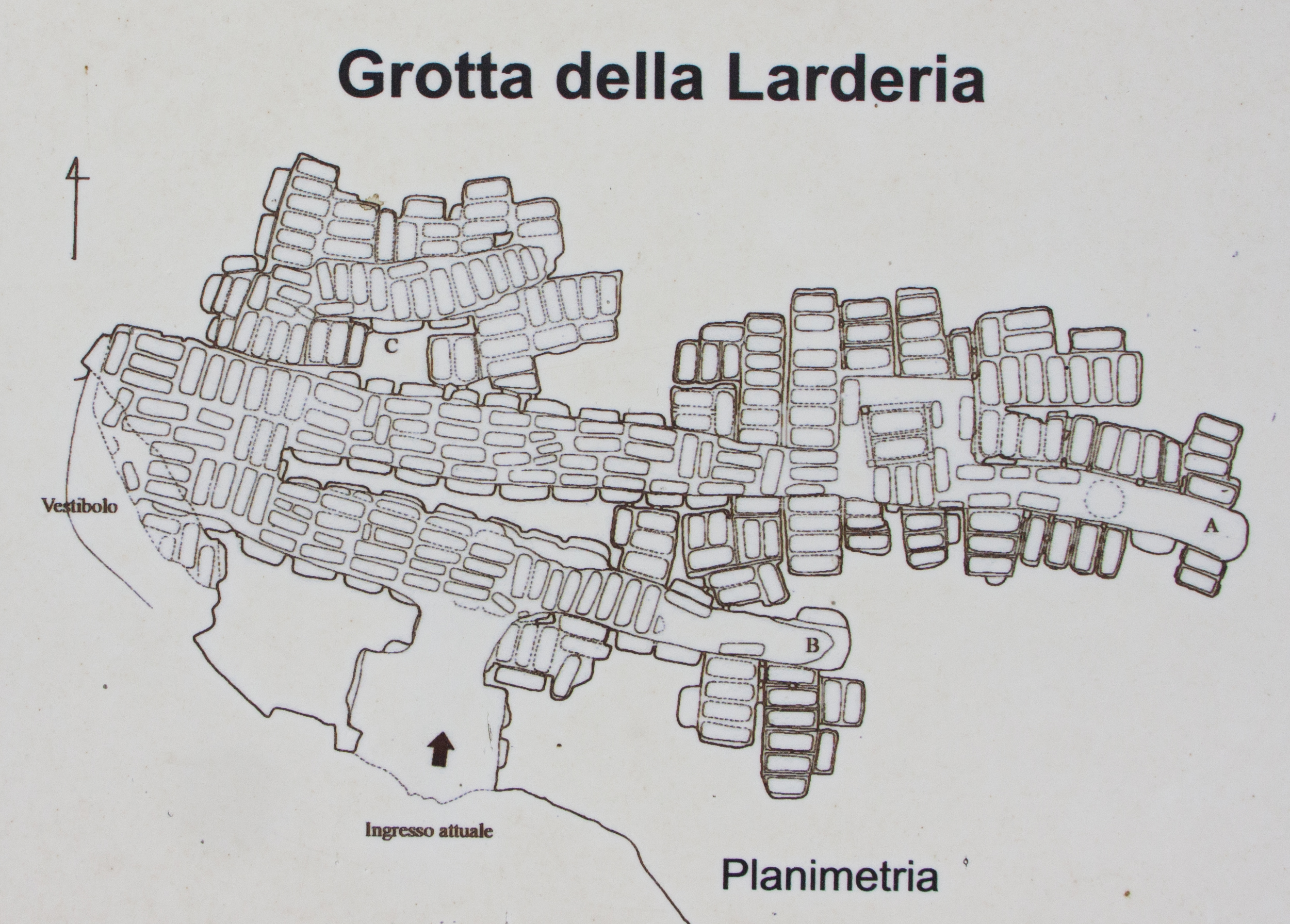
Planimetria
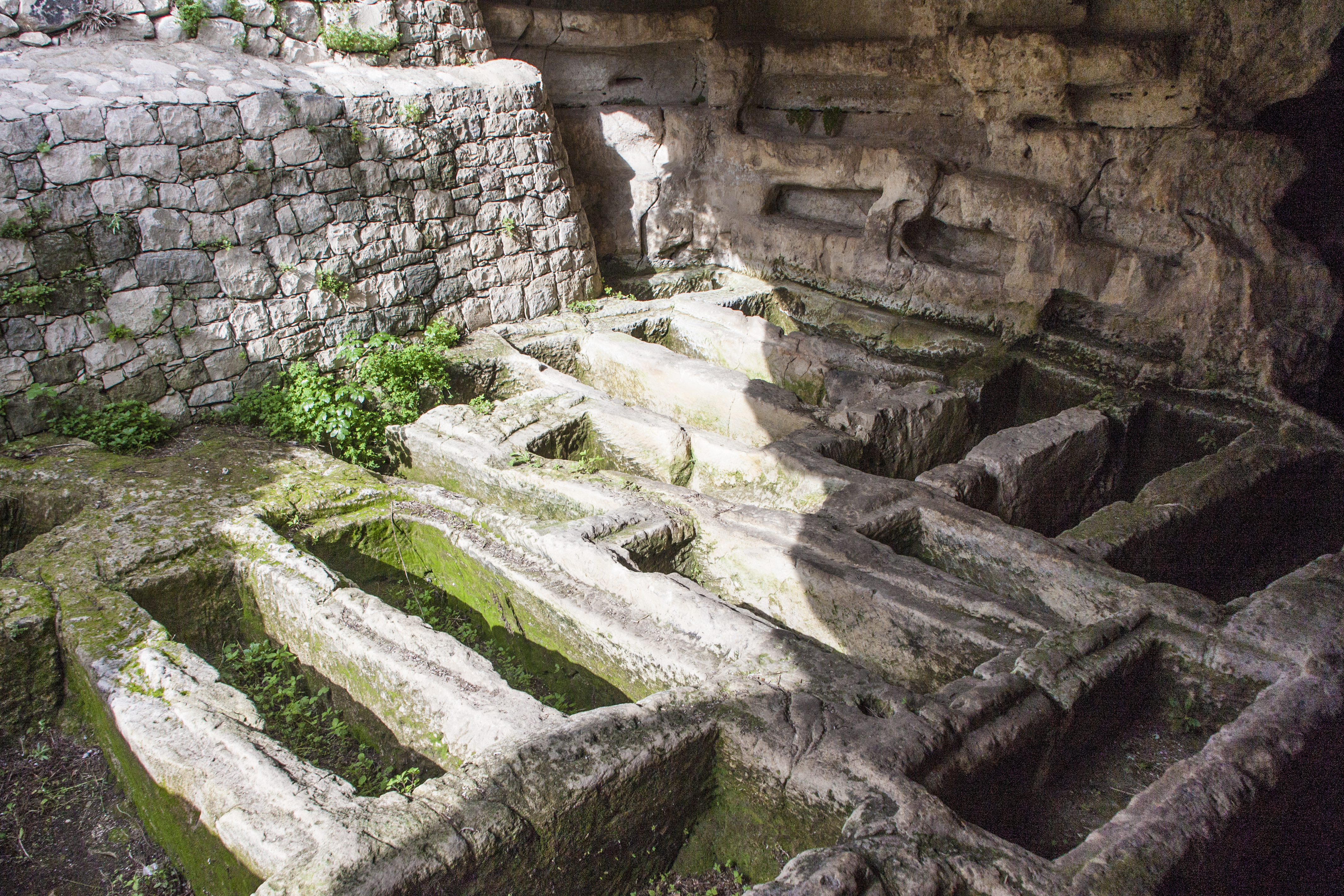
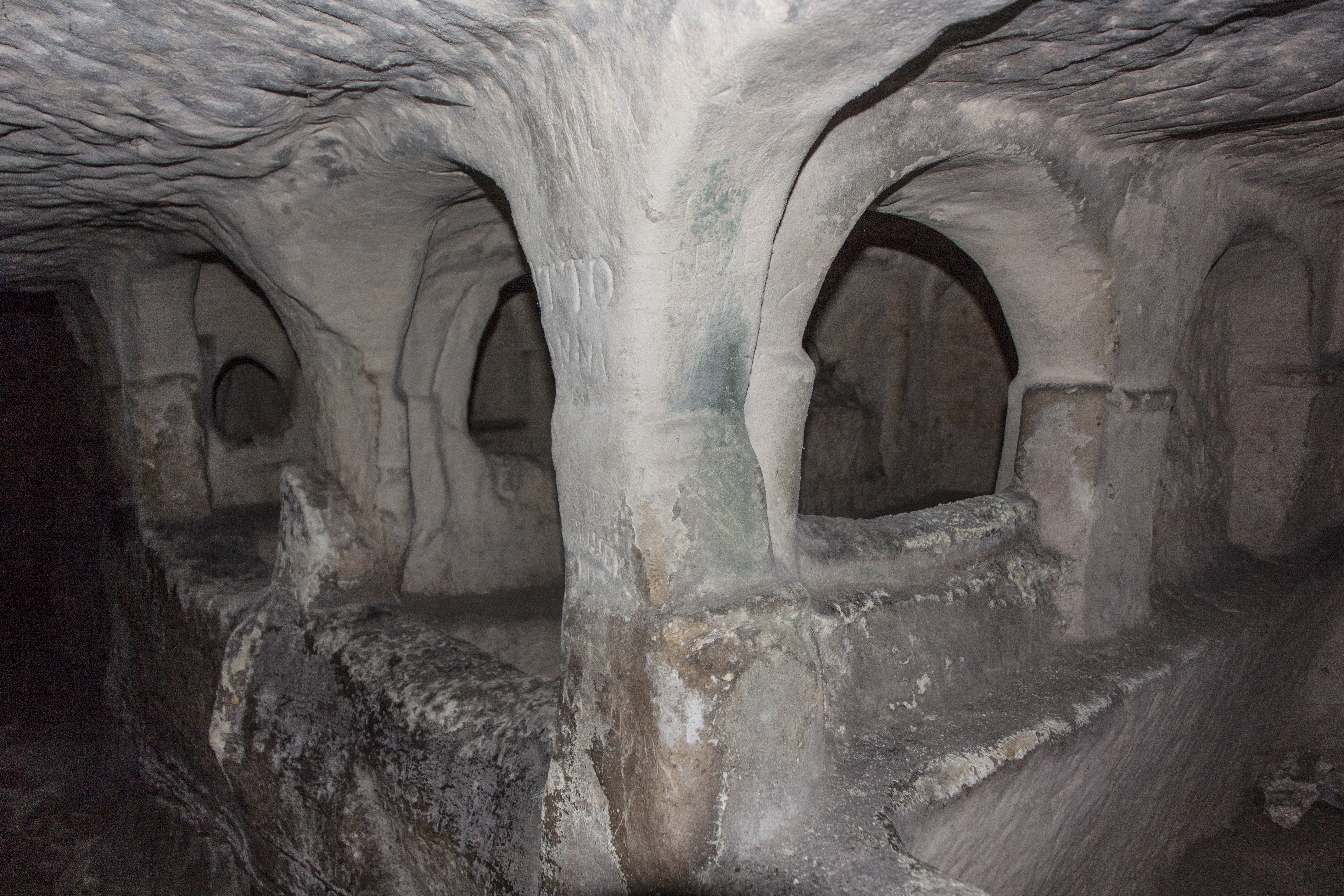
Tomba a baldacchino
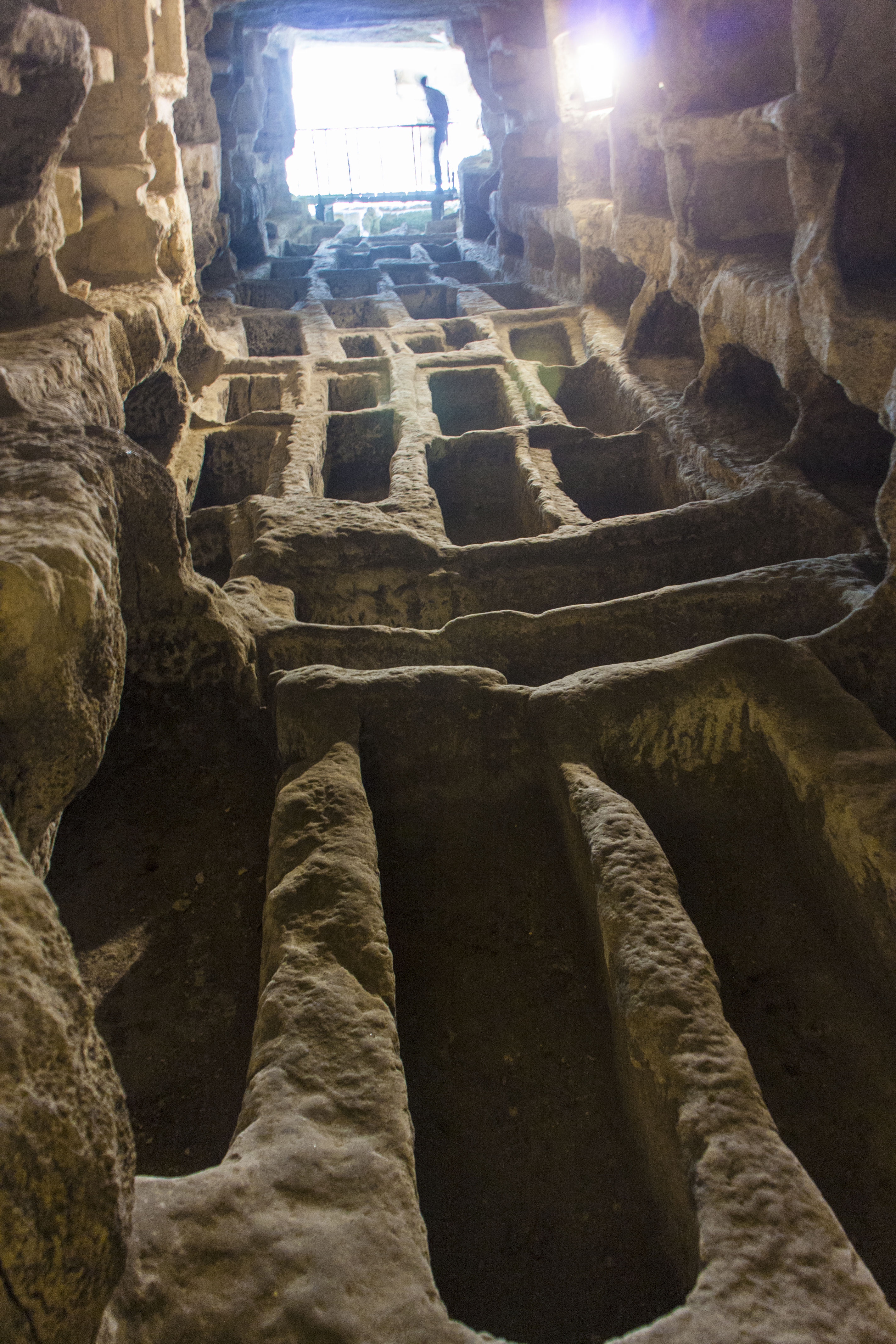
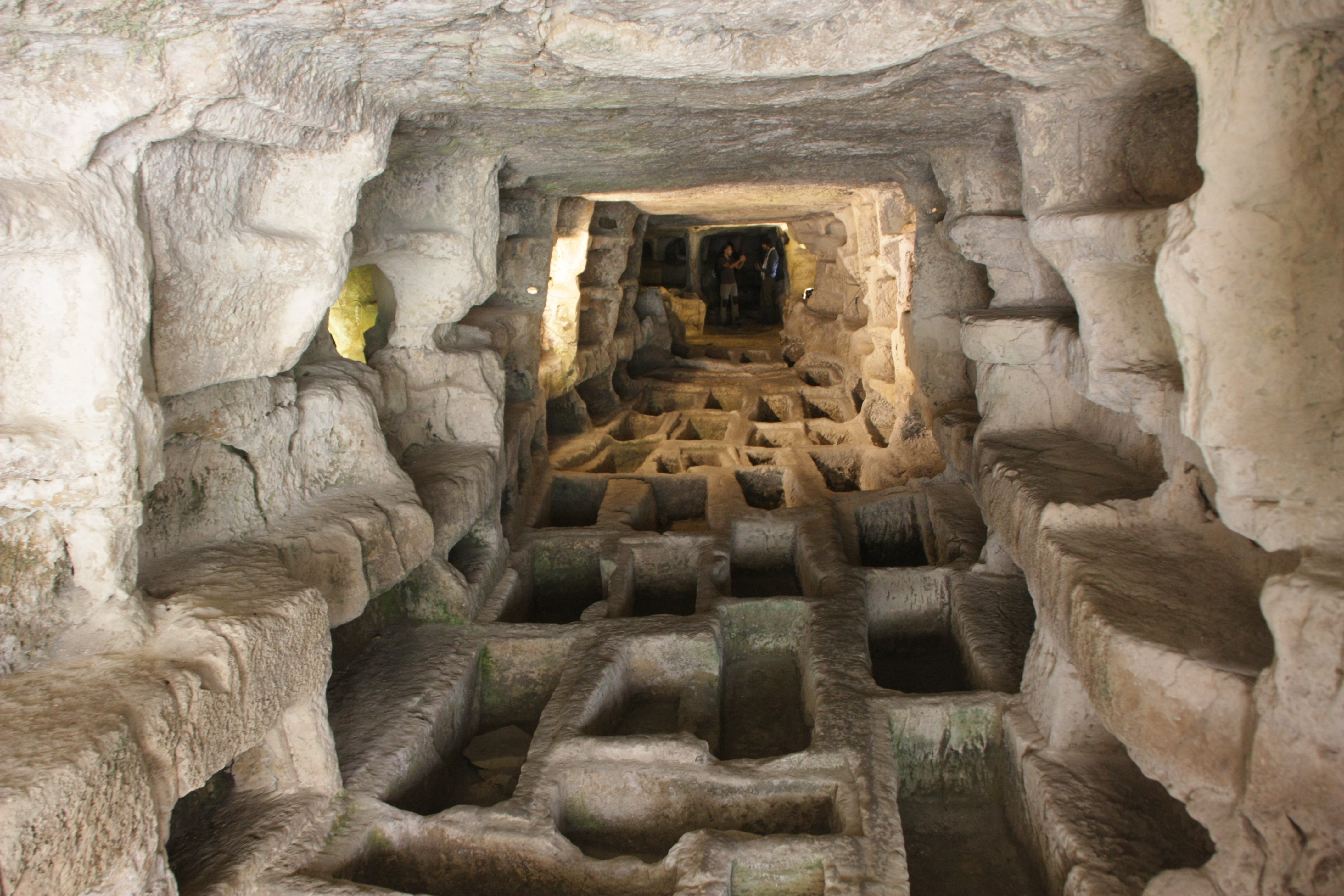

Il secondo tratto dell'ambulacrum è costituito da uno stanzone in cui i sepolcri sono disposti a gruppi, sopra piattaforme rialzate, delimitate da angusti corridoi che si intersecano formando una piccola rete viaria che sfocia nel corridoio centrale. Le piattaforme erano unite alla volta della grotta da tozze colonne che avevano soprattutto la funzione di sostenere l'ampia volta.
La terza parte del corridoio centrale presenta un'architettura più ricercata. In essa abbondano arcosoli e numerosi sarcofagi massicci in nicchie contigue, snellite da colonnine e finestrelle ad arco tondo o vagamente ogivale.
Queste tombe a sarcofago rialzato costituiscono la caratteristica più saliente dell'intero ipogeo. Il corridoio di destra ricalca la conformazione e la struttura del primo tratto del corridoio centrale e ha la stessa lunghezza. Lungo la parete sinistra ci sono cinque file parallele di loculi; la parete di destra contiene nella parte terminale due "arcosoli polisomi" di pregevole fattura e una serie di celle, in parte perpendicolari e in parte parallele all'asse della galleria.
Il corridoio di sinistra presenta una pianta irregolare che denunzia una più tarda utilizzazione; i loculi sono ricavati su piani orizzontali diversi che danno all'ambiente una particolare caratteristica di disordine costruttivo, accentuato dalle numerose devastazioni.

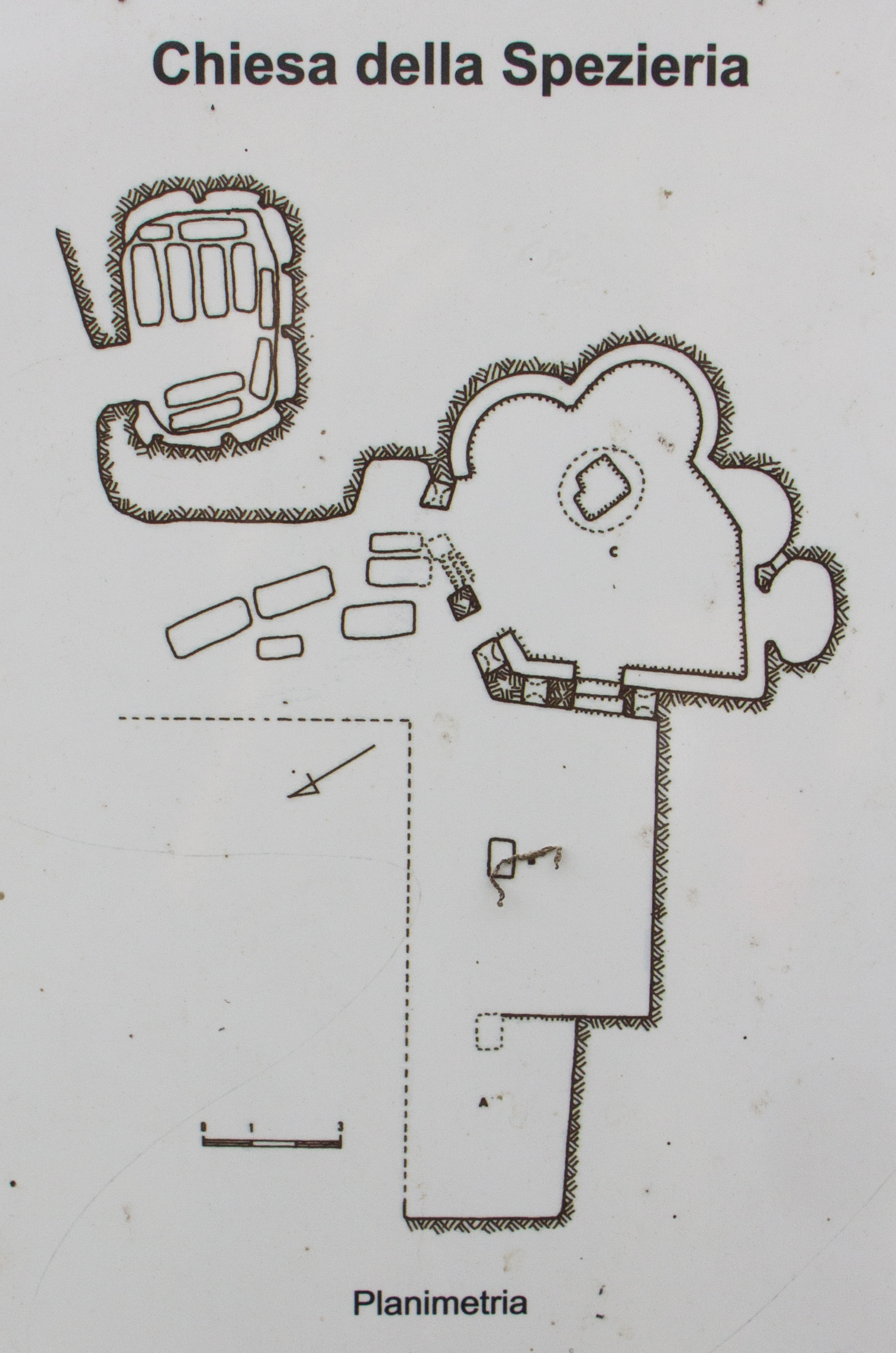
Planimetria della Spezieria

#### La "Spezieria"
Nella parte Ovest di Cava d'Ispica (territorio di Modica) si trova la "Spezieria", con un ingresso in parte crollato.
La "Spezieria" di un ambiente costituito da una grande sala a pianta quadrangolare. Le pareti presentano decine di incavi che fanno pensare a mensole e ripostigli dove collocare e sistemare ordinatamente vasi e contenitori di unguenti, creme, pozioni d'erbe di varia natura.
Lungo uno dei lati si individuano tre absidi irregolari. Occupa, inoltre, gran parte della parete, tutt'attorno, un ampio sedile circolare ricavato nella roccia.
Una buca scavata nella roccia calcarea del pavimento ha fatto pensare a una specie di mortaio, tanto da indurre qualche studioso a ipotizzare che il sito fosse adibito a una specie di farmacia, da cui il nome "spezieria" come appunto è denominata nel dialetto locale. Sembra che possa trattarsi di un luogo destinato a sepolcro, modificato in epoca posteriore per una diversa destinazione, se si tiene conto della particolare ampiezza della grotta, della sua forma circolare e della bassa banchina che contorna gran parte delle pareti, nonché della celletta.
Sullo stesso fianco della Cava si può visitare il "Salinitro", uno dei complessi più suggestivi che offre alla vista del visitatore altri sepolcri e grotte le une sulle altre, in parte crollate.

#### Le Grotte cadute
Le Grotte cadute prendono questo nome per essere degli ingrottamenti crollati. Il crollo mette in evidenza le strutture interne a più piani di età medievale e utilizzati come abitazione. Il complesso si legava alle altre strutture presenti nell'area e ne costituiva il naturale prosieguo. 

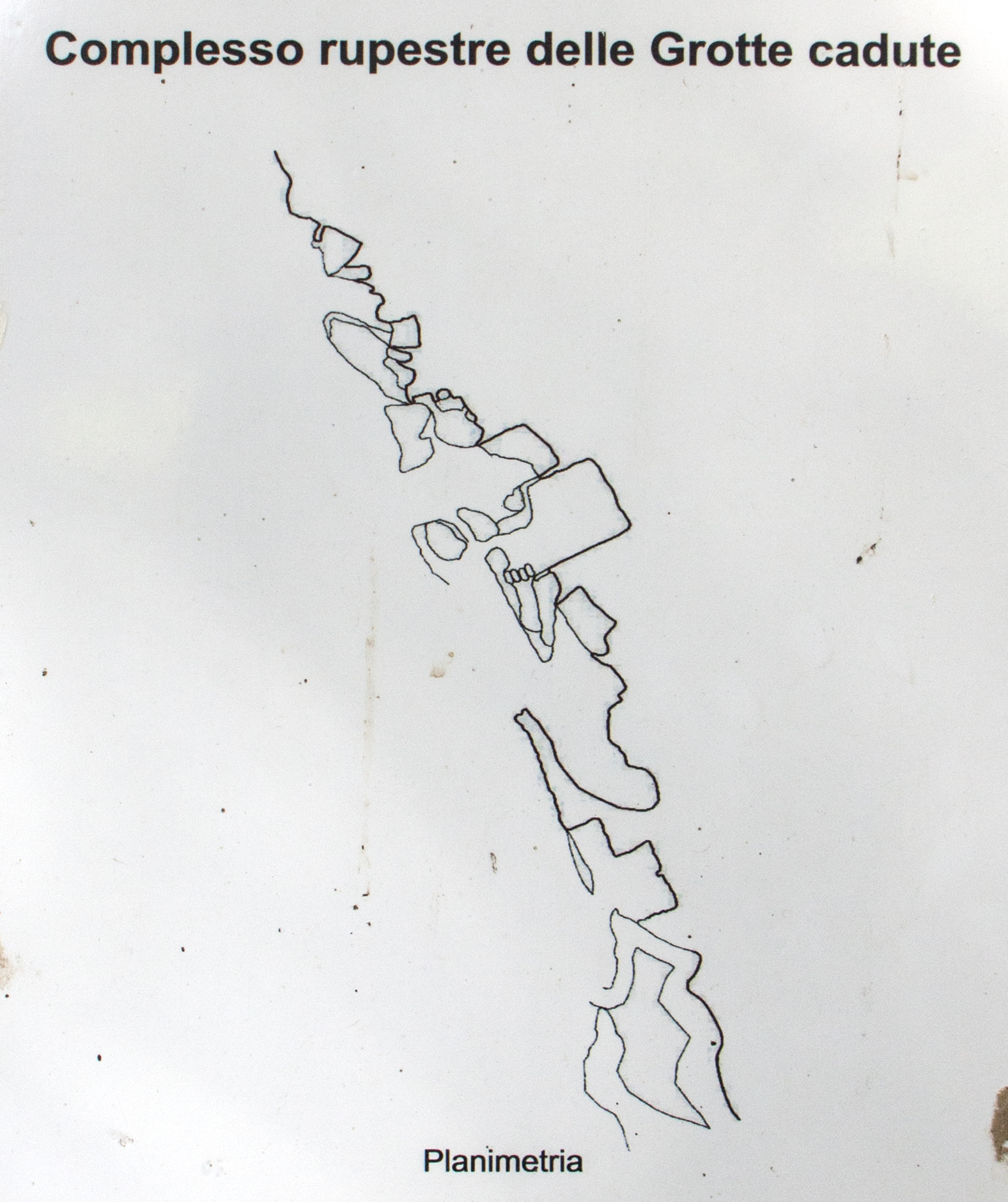
Planimetria
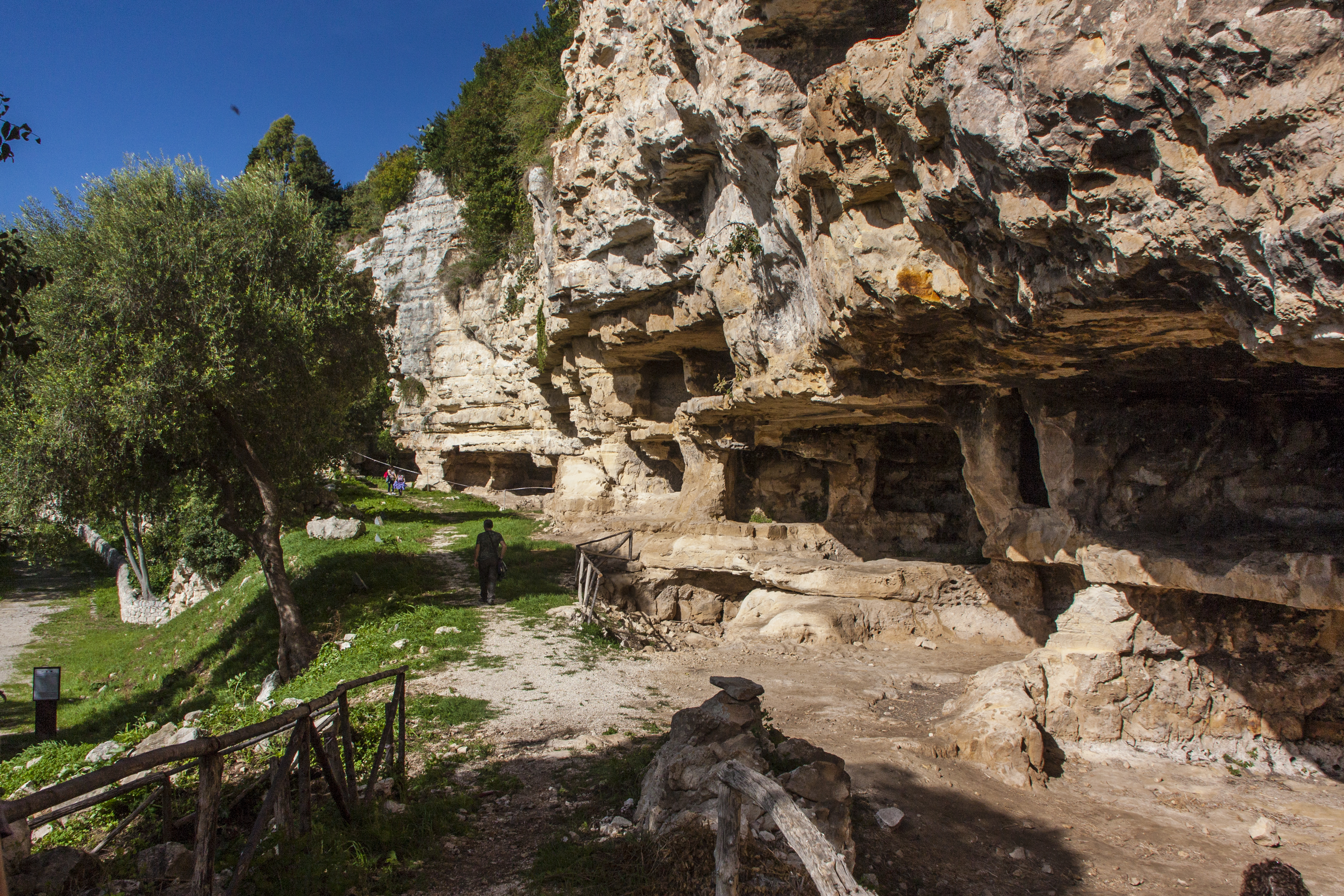
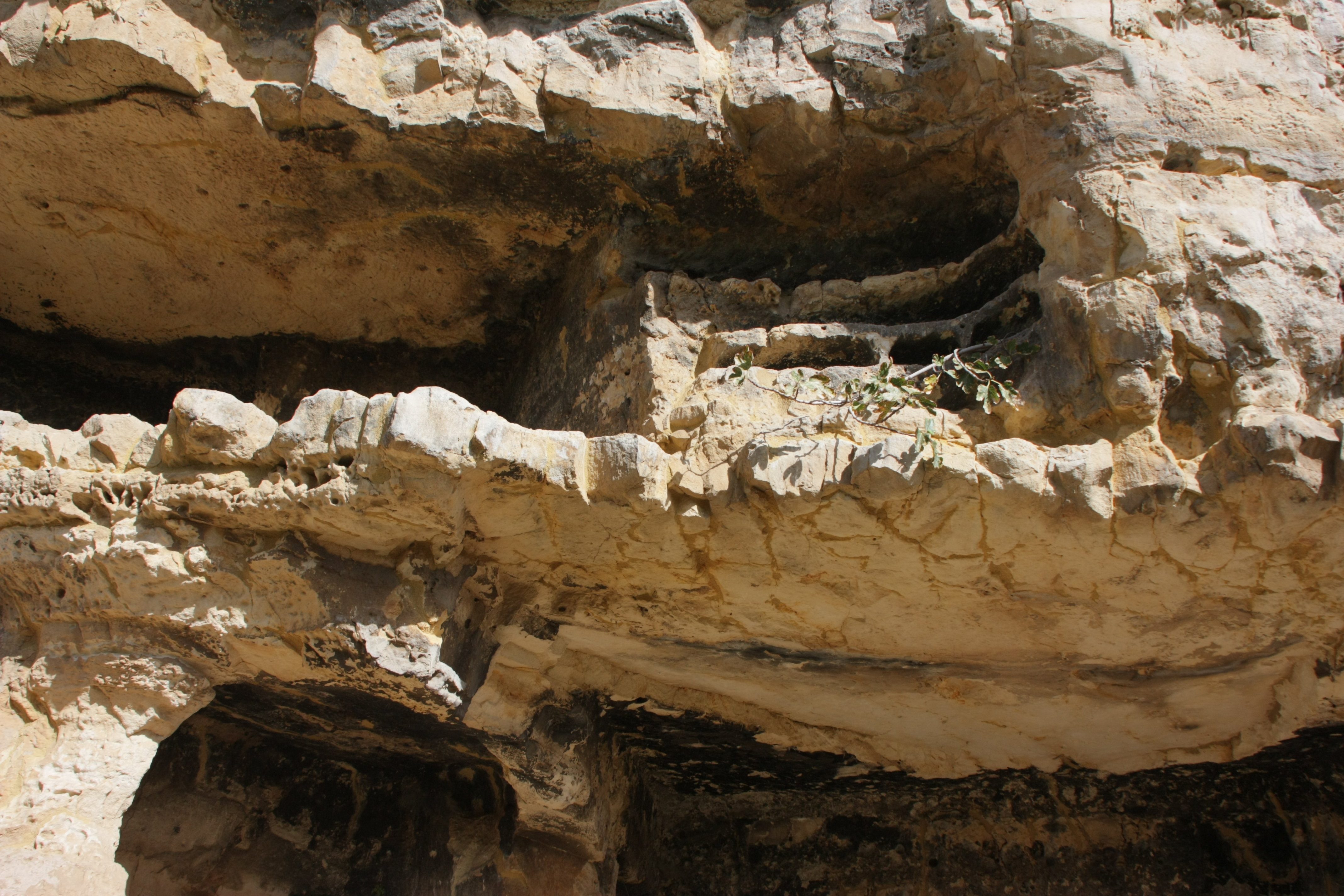

#### Chiesa rupestre di santa Maria
Questa chiesa si trova a sinistra delle grotte cadute e del Camposanto. Il prospetto è franato ma si nota una scala a chiocciola e tracce di un affresco di crocifissione con una didascalia in latino lignum mortis e S. Johannes. Restano inoltre di ambienti interni ormai parzialmente ricostruibili nella loro forma.

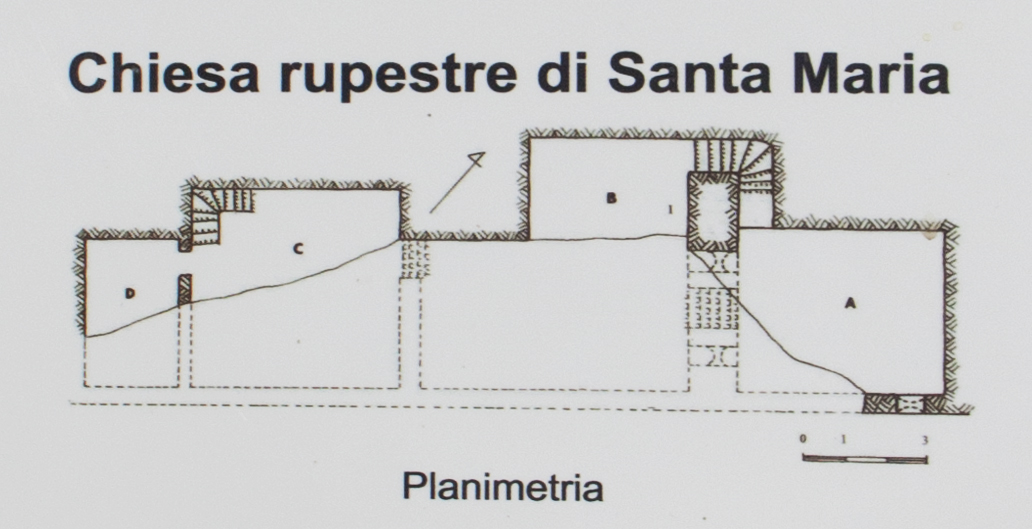
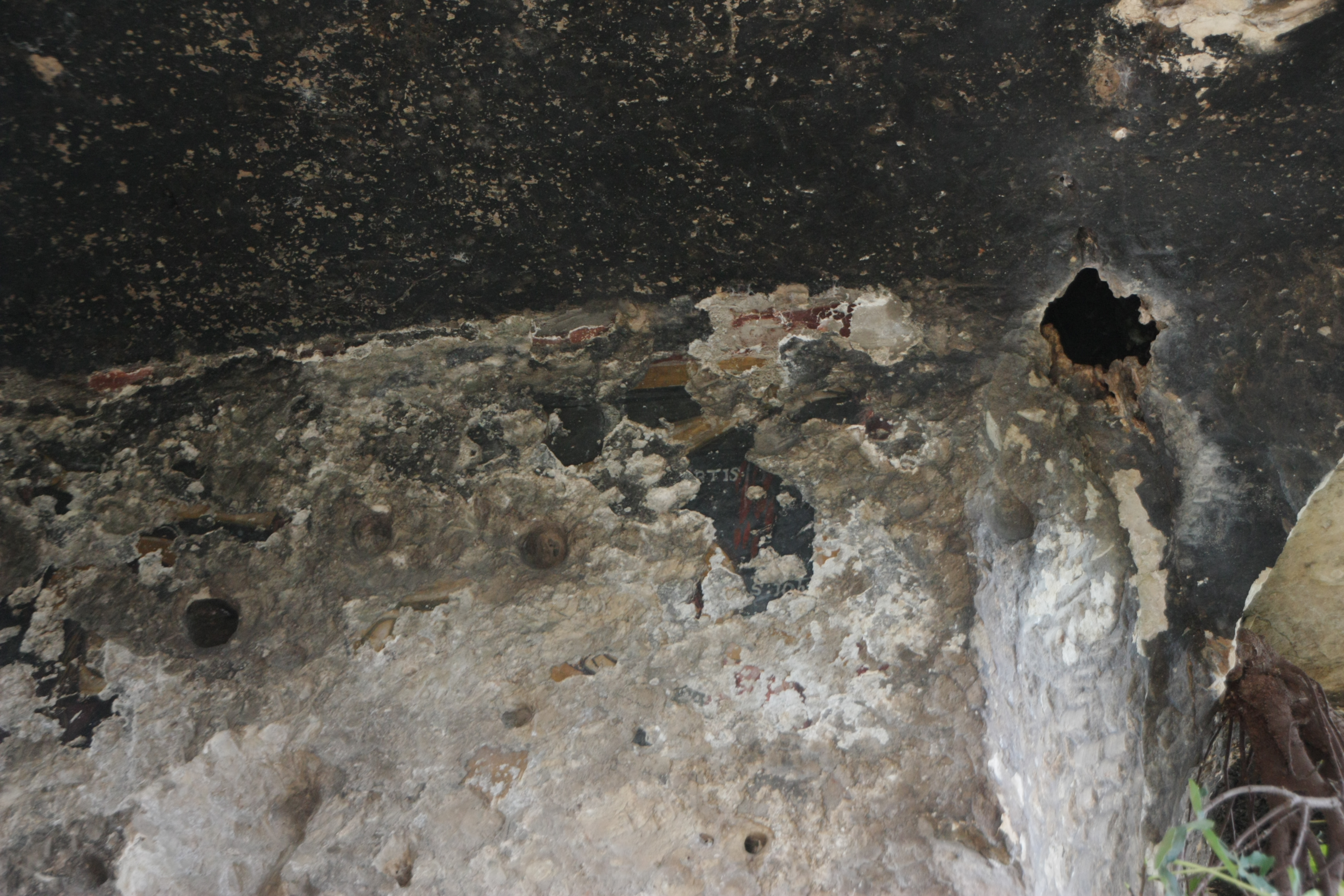
Le tracce d'affresco

#### Il Camposanto
Andando dentro la Cava verso Sud, sulla sinistra del Busaitone, sullo stesso lato dove si affacciano le cosiddette Urutti Caruti (grotte crollate), si incontra il sito detto Camposanto, a un minuto di cammino dalla chiesa di Santa Maria (territorio di Modica).
È, pare, una necropoli cristiana del IV secolo: sulla parete di uno dei sepolcri è inciso un simbolo cristiano. Si contano nel complesso 60 fosse terragne, loculi sovrapposti e un gran numero di sarcofagi scavati nella roccia. Vi sono due sezioni, la prima sezione, comprende 25 tombe disposte in vario modo; nella seconda sezione, che si estende verso Nord, ci sono 24 tombe. Da notare la presenza di un monogramma cristiano chiuso entro clipeo dell'arcosolio nella parete di fondo.

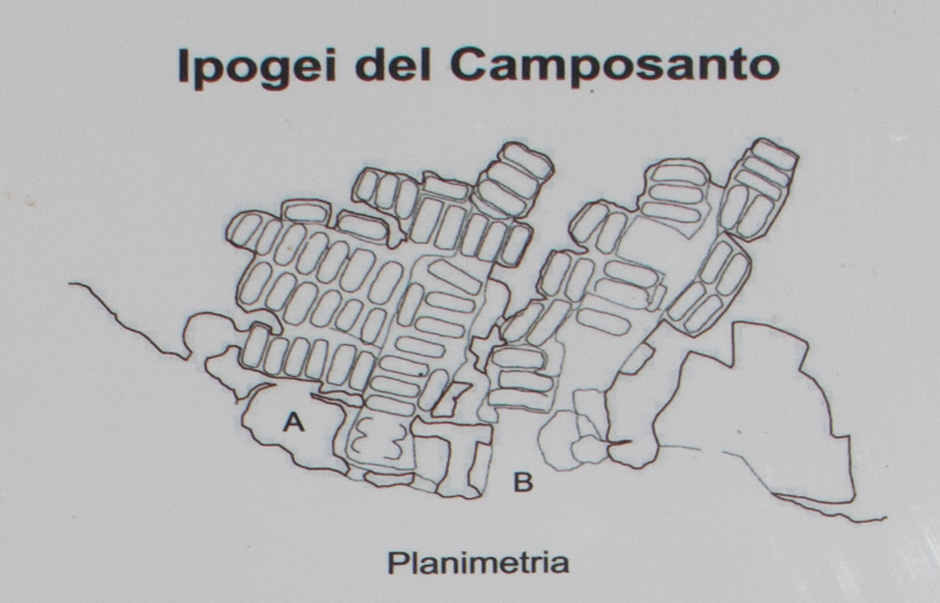
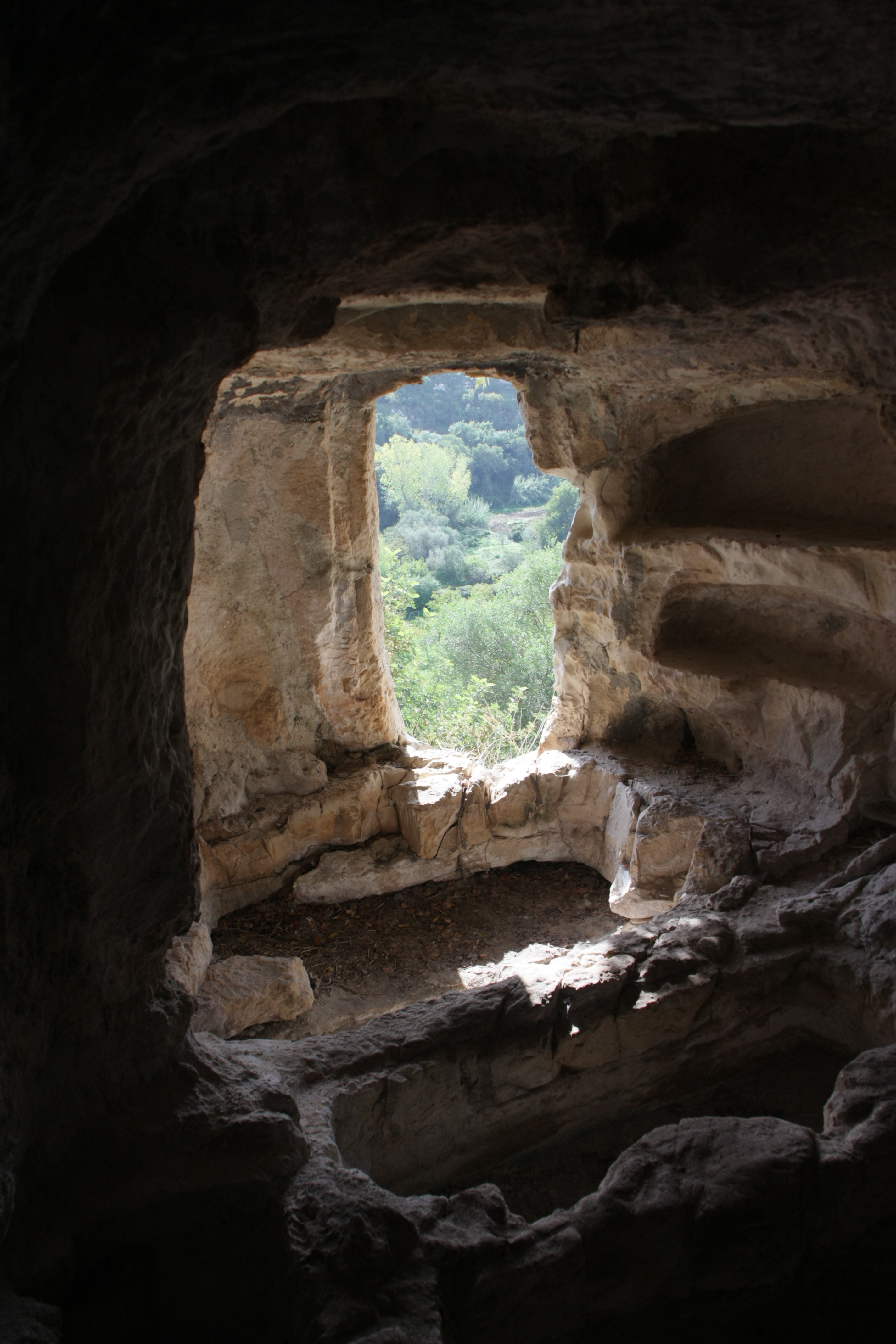
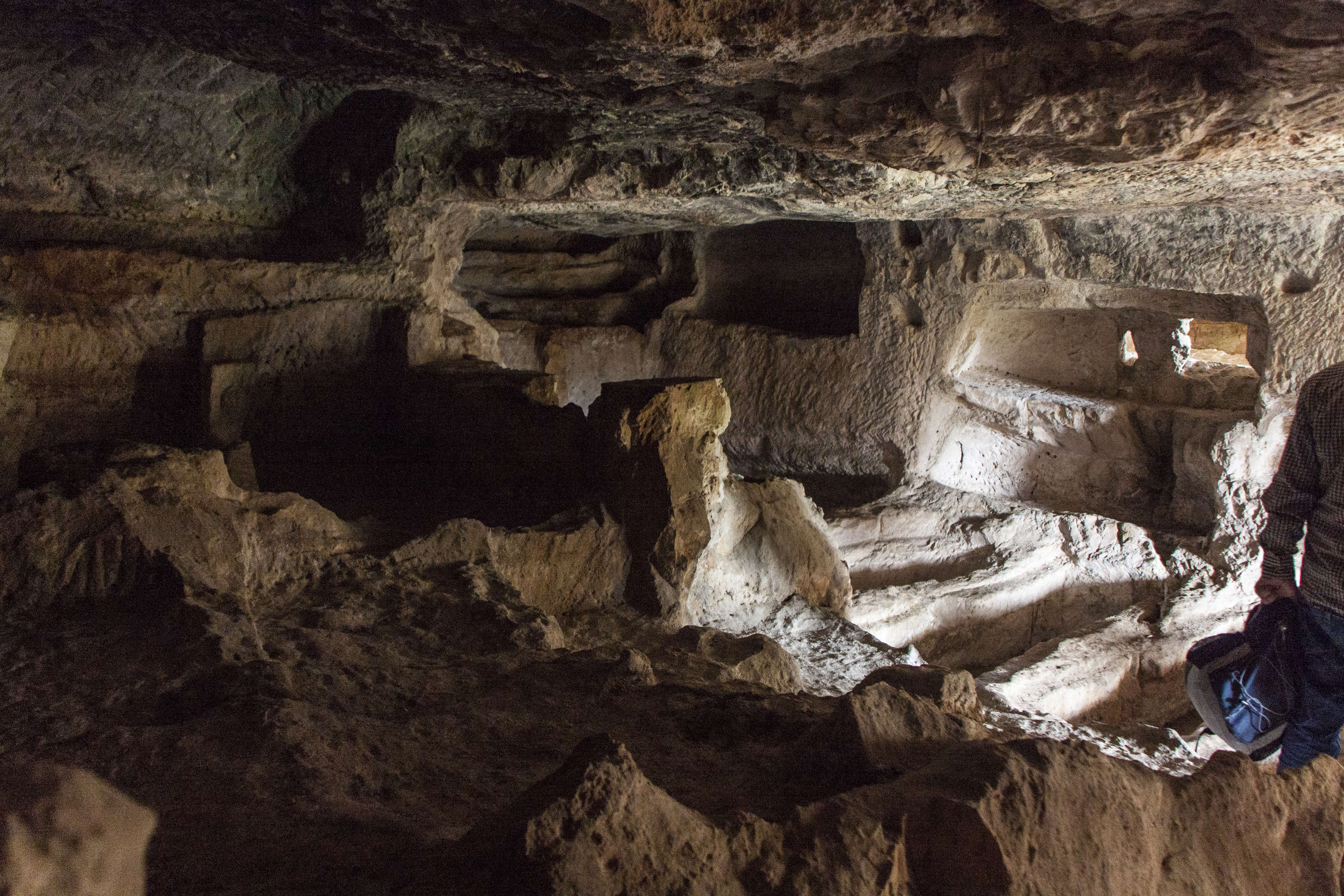

Sul poggio opposto è possibile visitare il "Salinitro", che presenta sepolcri e grotte sovrapposte in parte crollate.

### Monumenti del versante nord
Oltre Parco nelle aree circostanti del versante nord vi sono altri monumenti di pregio.

#### Grotta della Signora
La Grotta della Signora presenta una singolare volta a cupoletta: è un esempio monumentale di tomba a tholos nella parte settentrionale della Cava (Modica).
Nel XX secolo, si è potuto esplorare l'antro dopo averlo liberato dal materiale alluvionale che ne ostruiva l'ingresso (il suddetto materiale era caduto all'interno della grotta, a ridosso dell'ingresso attraverso un'apertura, di circa un metro quadro, causata da un cedimento della volta); qui venne trovato del cocciame. La volta presenta tre "cupolette", che non si sa bene se naturali o dovute ad opera dell'uomo; in questo secondo caso, si potrebbe pensare che la grotta sia stata utilizzata come luogo di culto nel periodo bizantino", considerato ancora il fatto che la volta presenta delle incisioni a forma di croce. Se si esclude che possa essere stata usata per sepoltura, il ritrovamento del cocciame potrebbe far ipotizzare un uso della Grotta a scopo rituale o anche di abitazione.

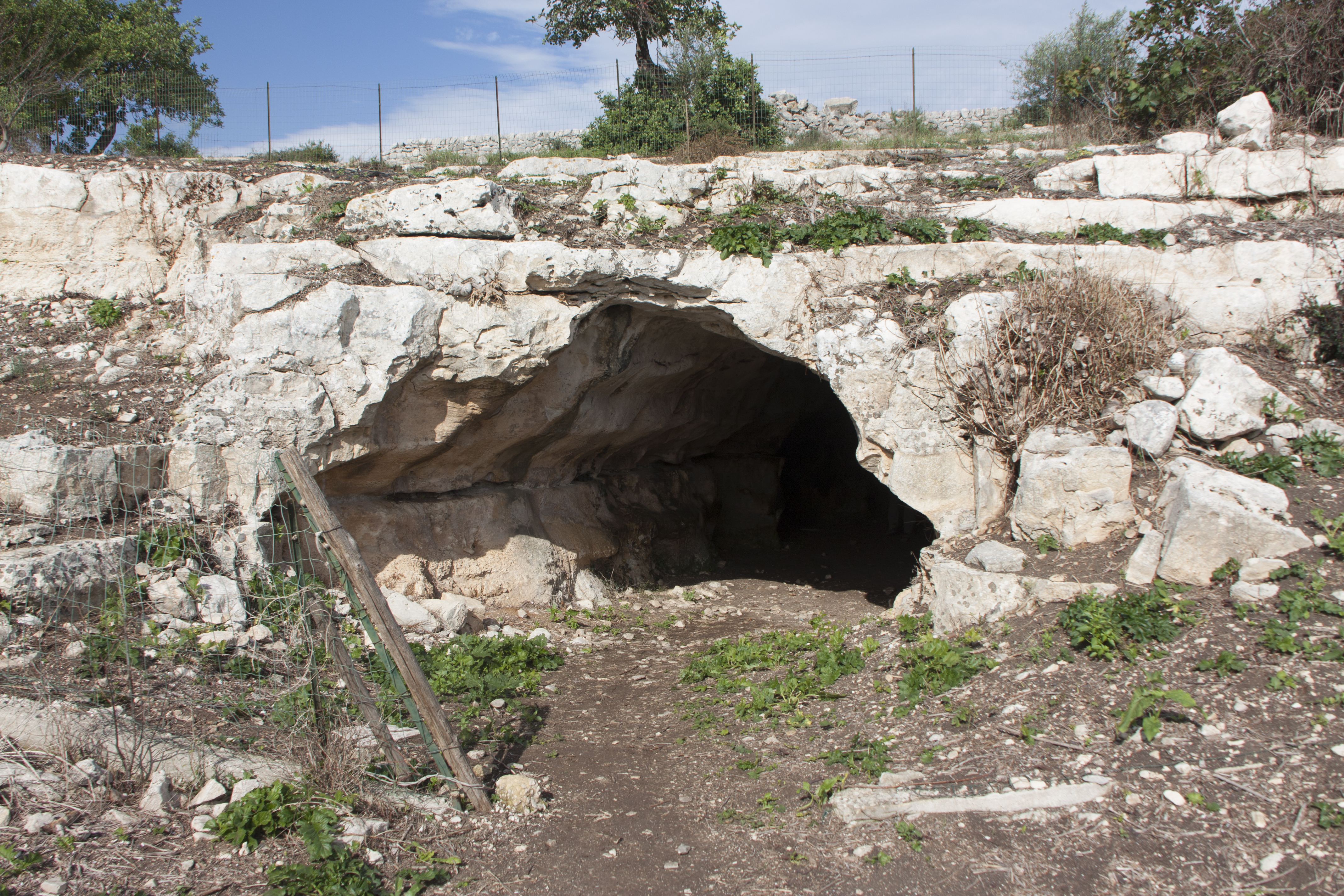
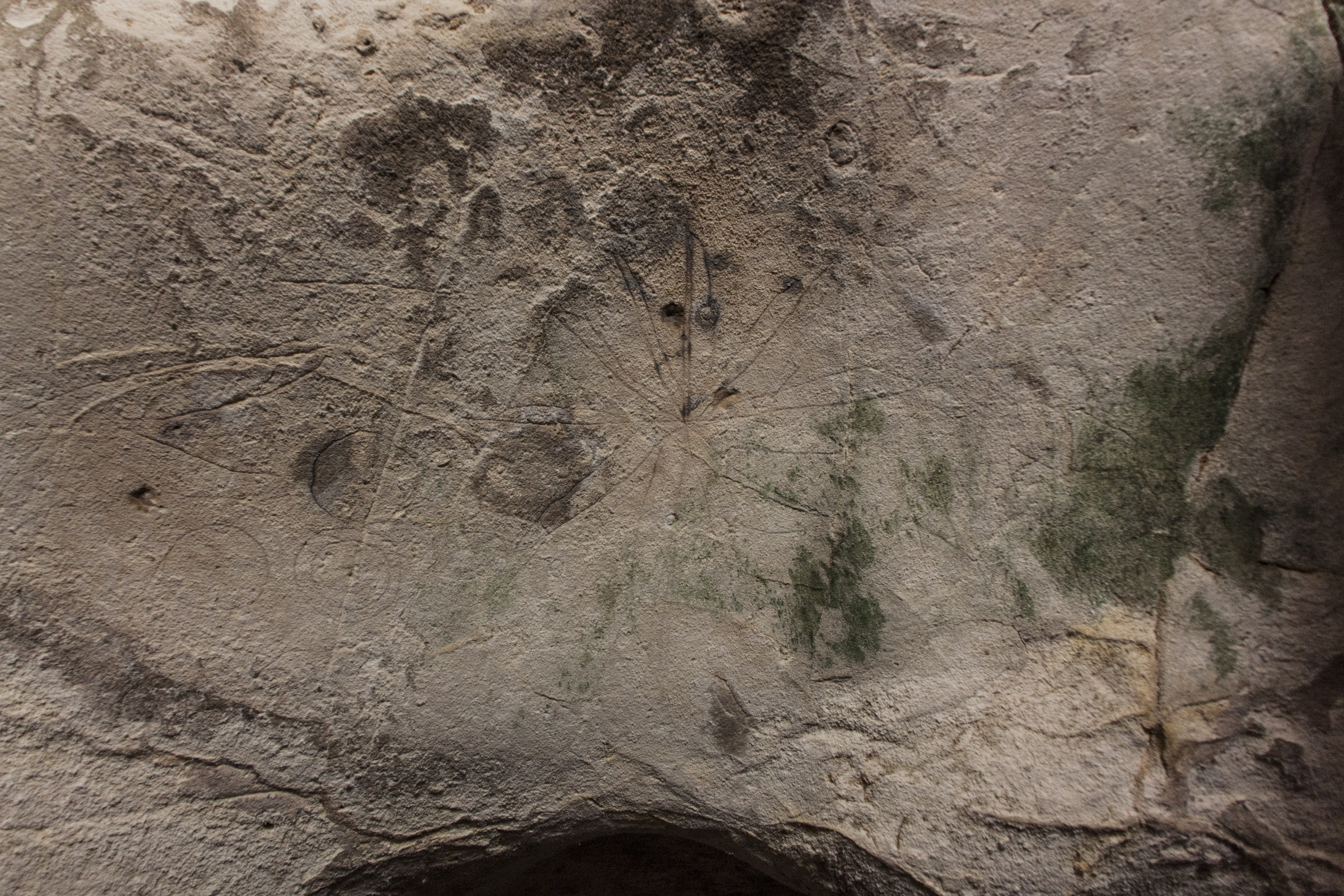
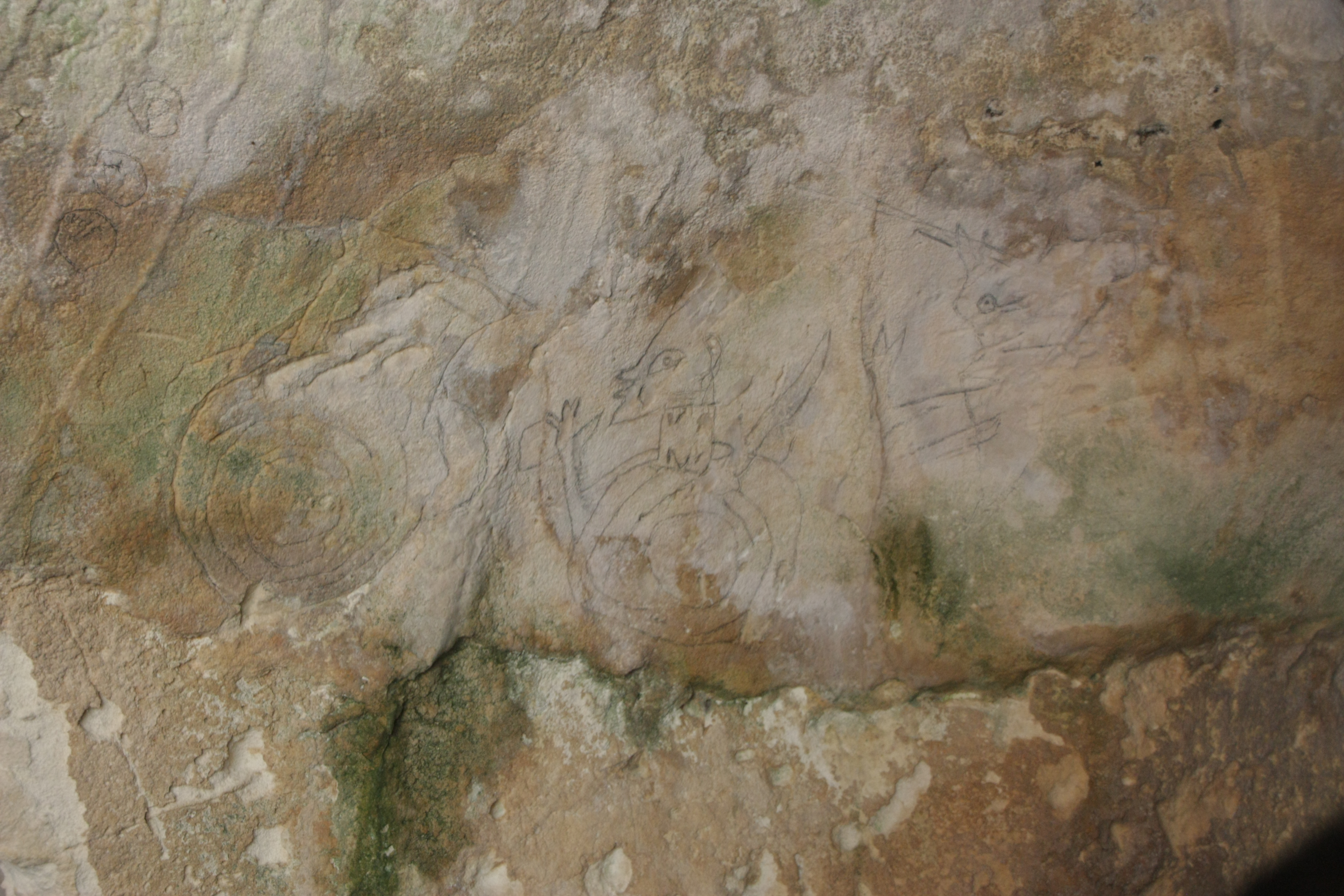
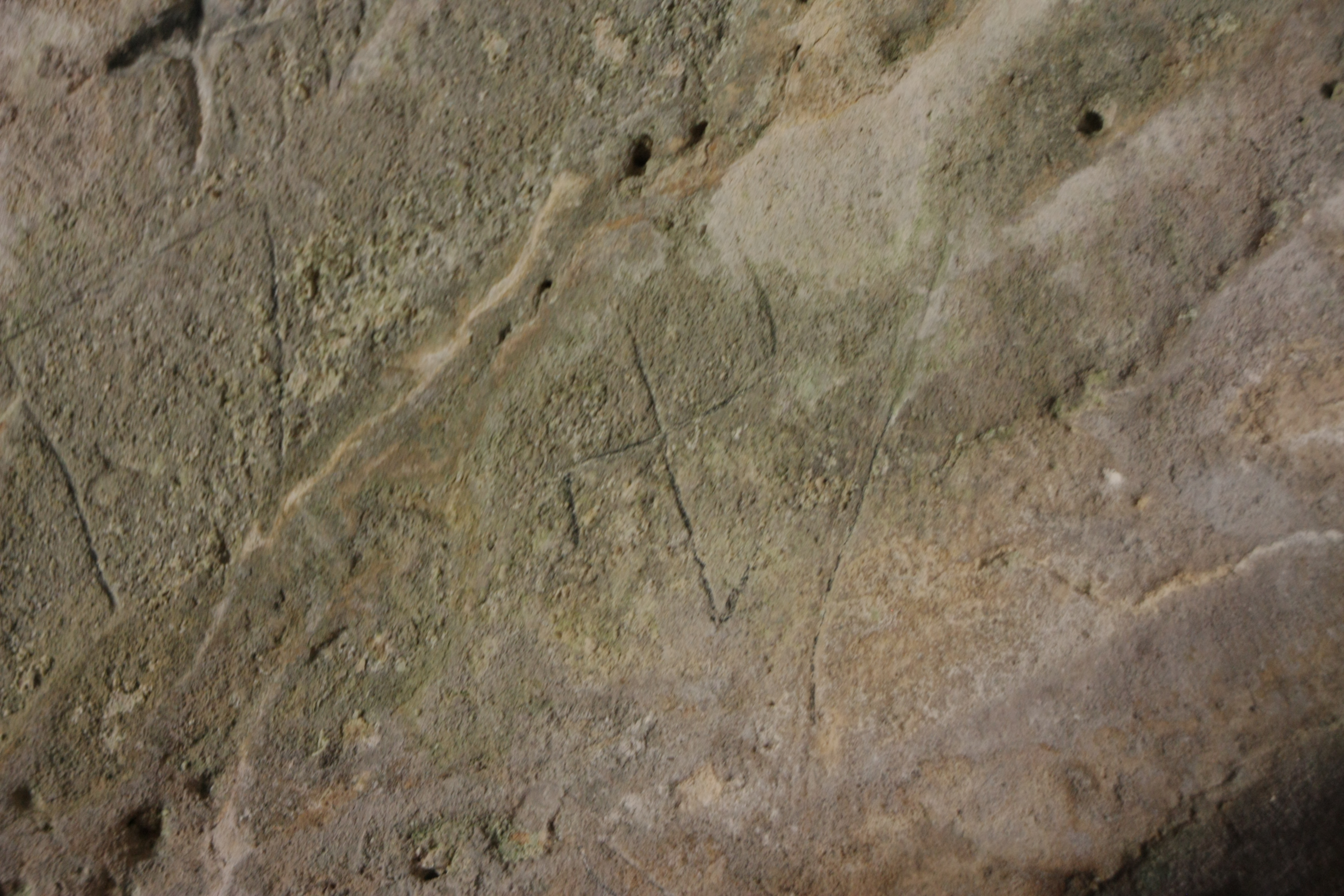

La Grotta non presenta, almeno nelle pareti, loculi che potrebbero trovarsi a livello di pavimento il quale, coperto tuttora di materiale terroso e petroso, è ancora tutto da esplorare.
È un'architettura naturale di cui si era persa persino la memoria tra i contadini del luogo.
La Grotta della Signora si trova in territorio di Modica ed è facilmente raggiungibile, partendo dall'ingresso del Parco Archeologico di Cava Ispica di Modica,  percorrendo circa 200 metri di strada asfaltata ed altrettanta di strada sterrata.

#### Grotta dei Santi
La Grotta dei Santi si trova in contrada Baravitalla, in territorio di Modica; si tratta di una grotta abbastanza ampia, di forma rettangolare.

Nella Grotta dei Santi sono ancora oggi visibili tracce di pitture "ridotte disgraziatamente in condizioni disperate" che raffigurano 31 santi. Ad oggi, le figure dei santi raffigurati sono ben visibili; il danno è nei volti delle figure stesse che sono state manomesse; la tradizione popolare vuole che siano state manomesse da qualcuno in cerca di monete nascoste dietro la bocca. 

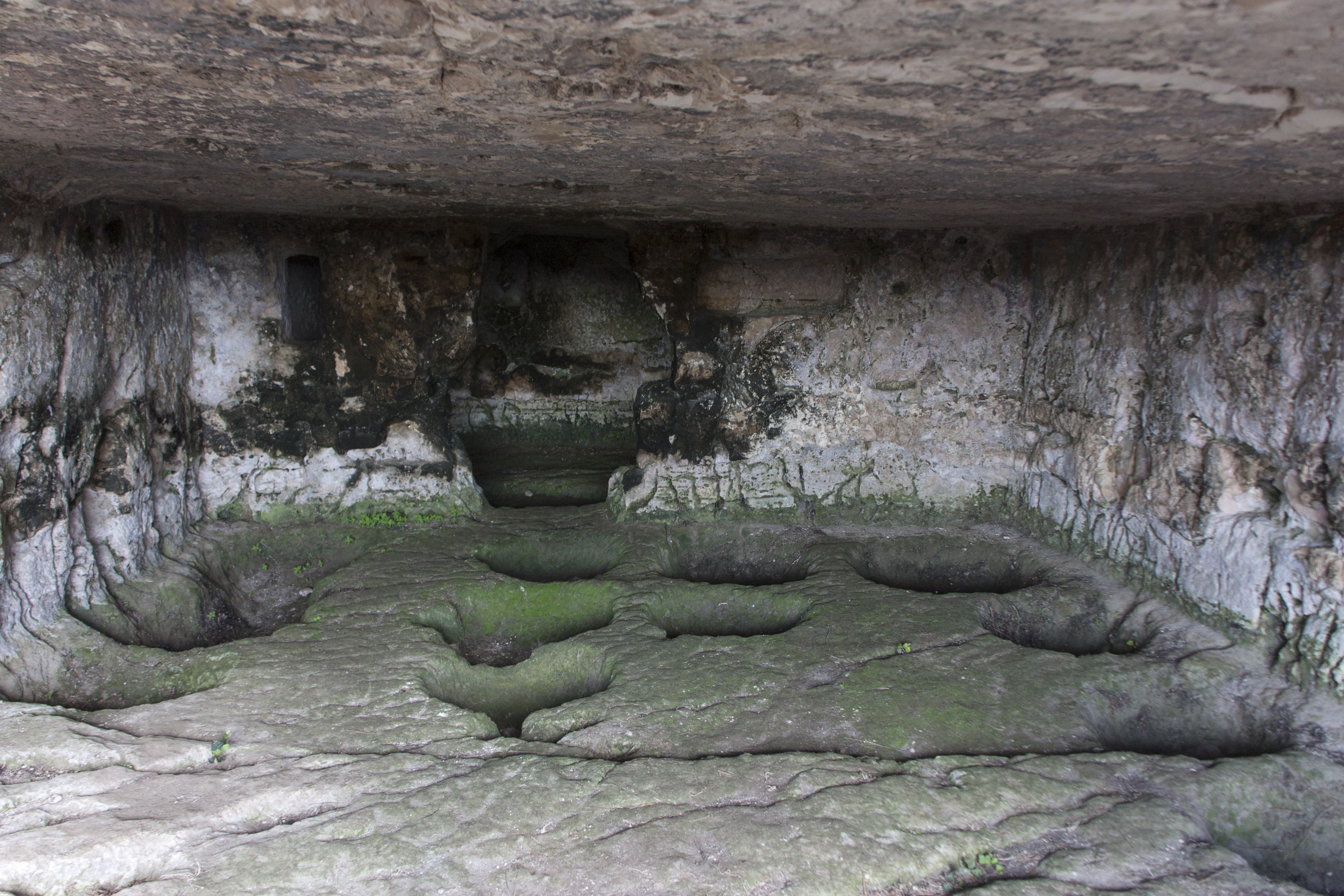
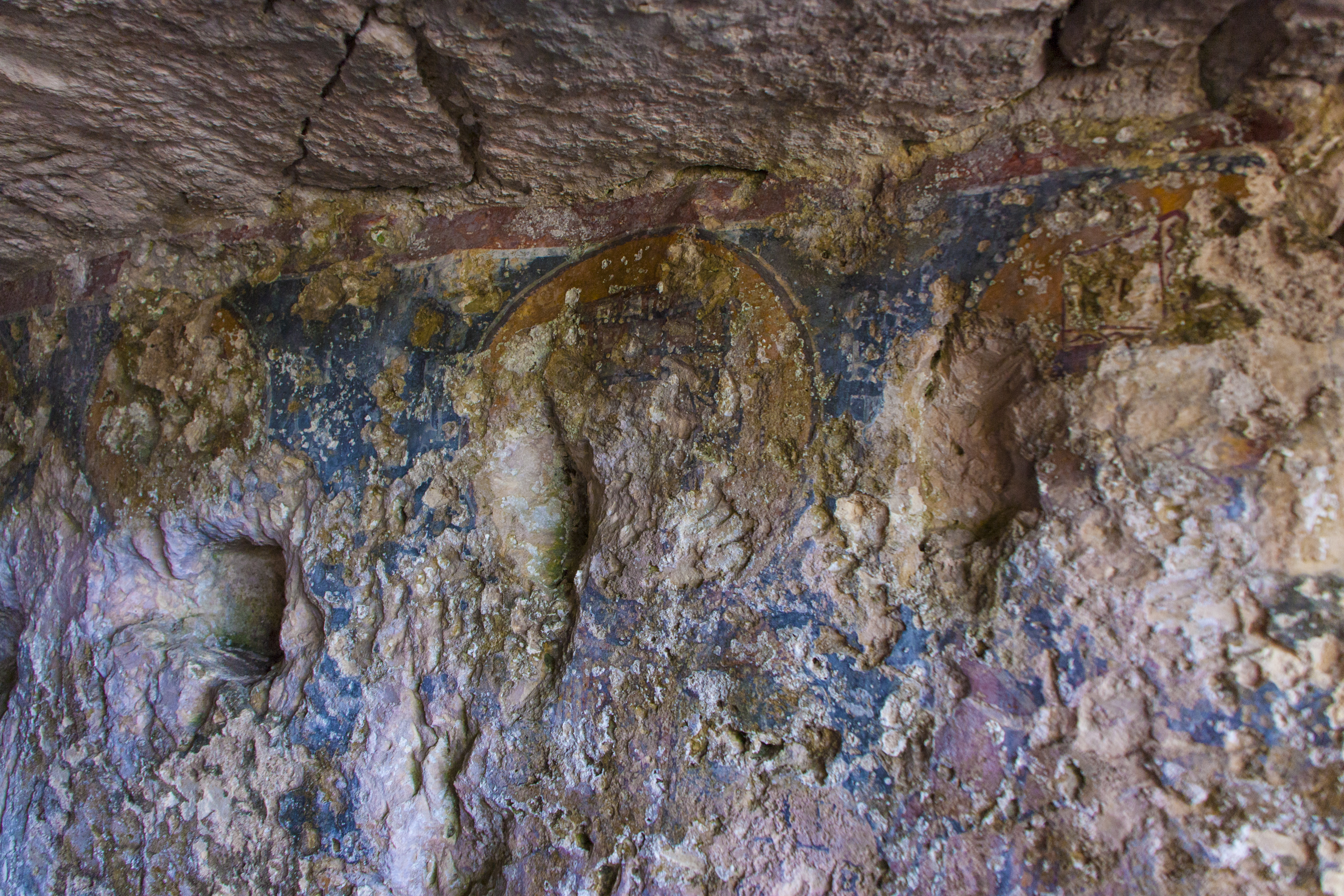
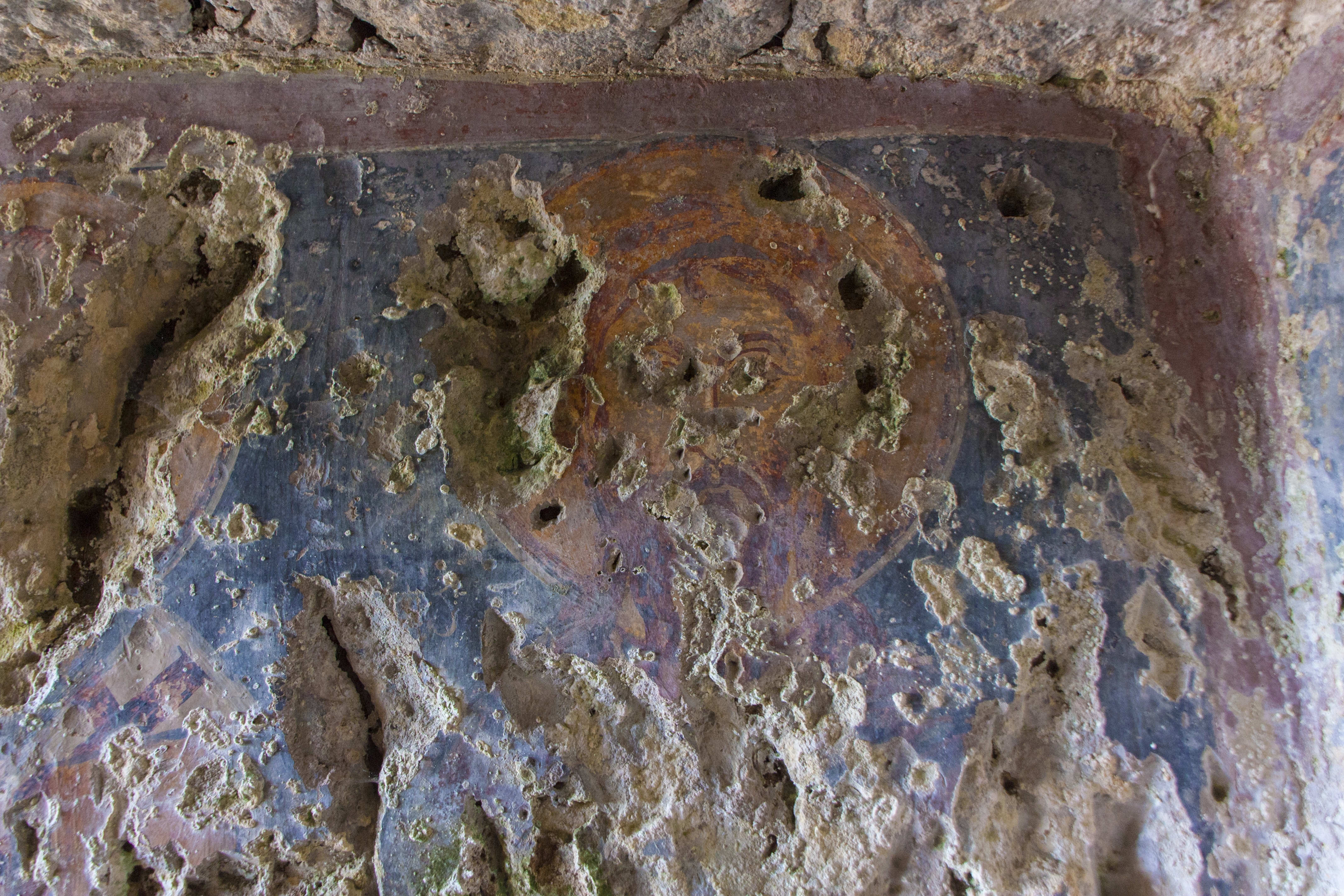
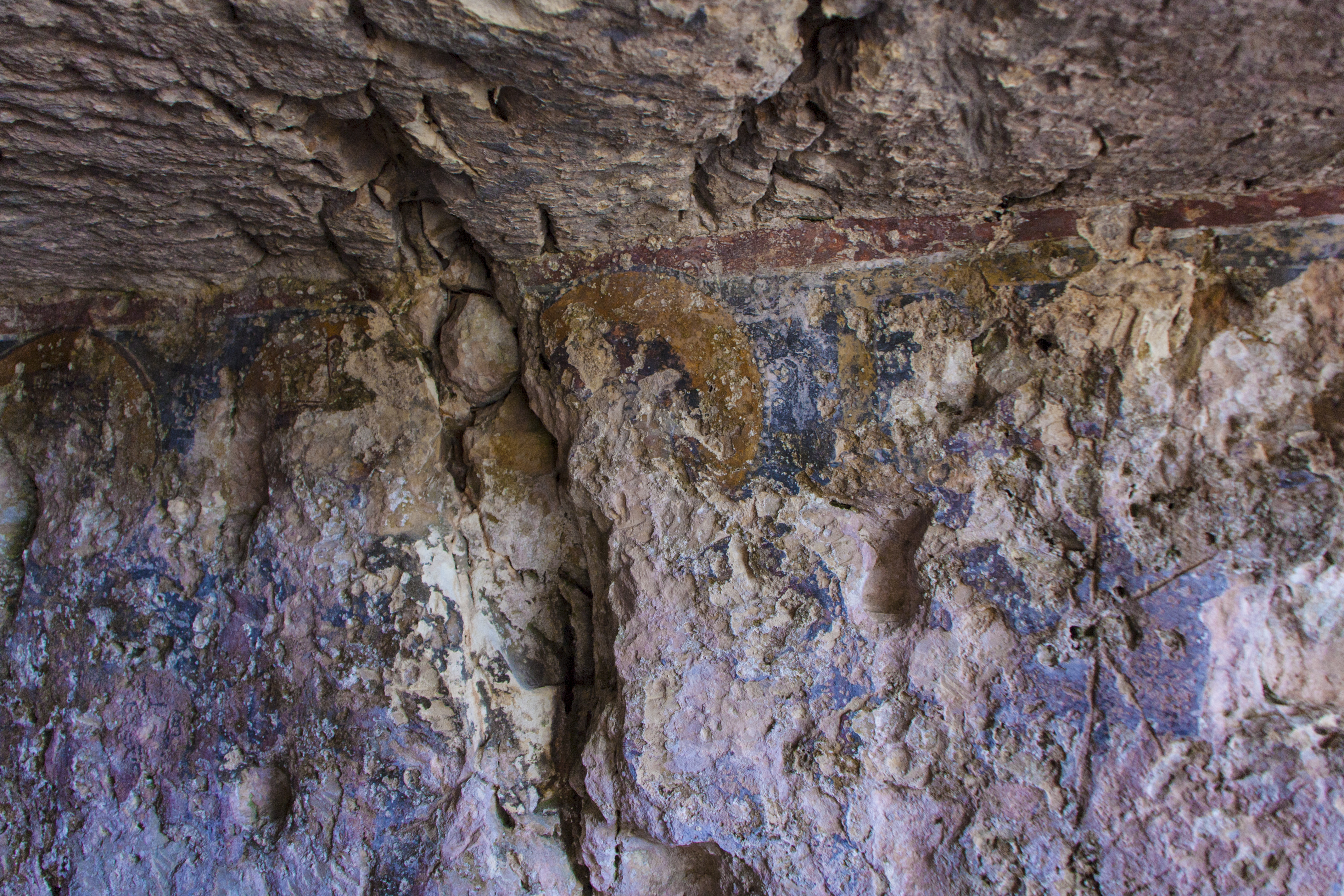

Paolo Orsi ha rinvenuto tracce di iscrizioni in greco, mentre l'immagine di una santa in costume di basilissa è dallo stesso interpretata come raffigurante Santa Lucia o Sant'Elena. Sono un'impronta di arte pittorica di età bizantina, rimasta una delle poche testimonianze di quel lontano periodo.

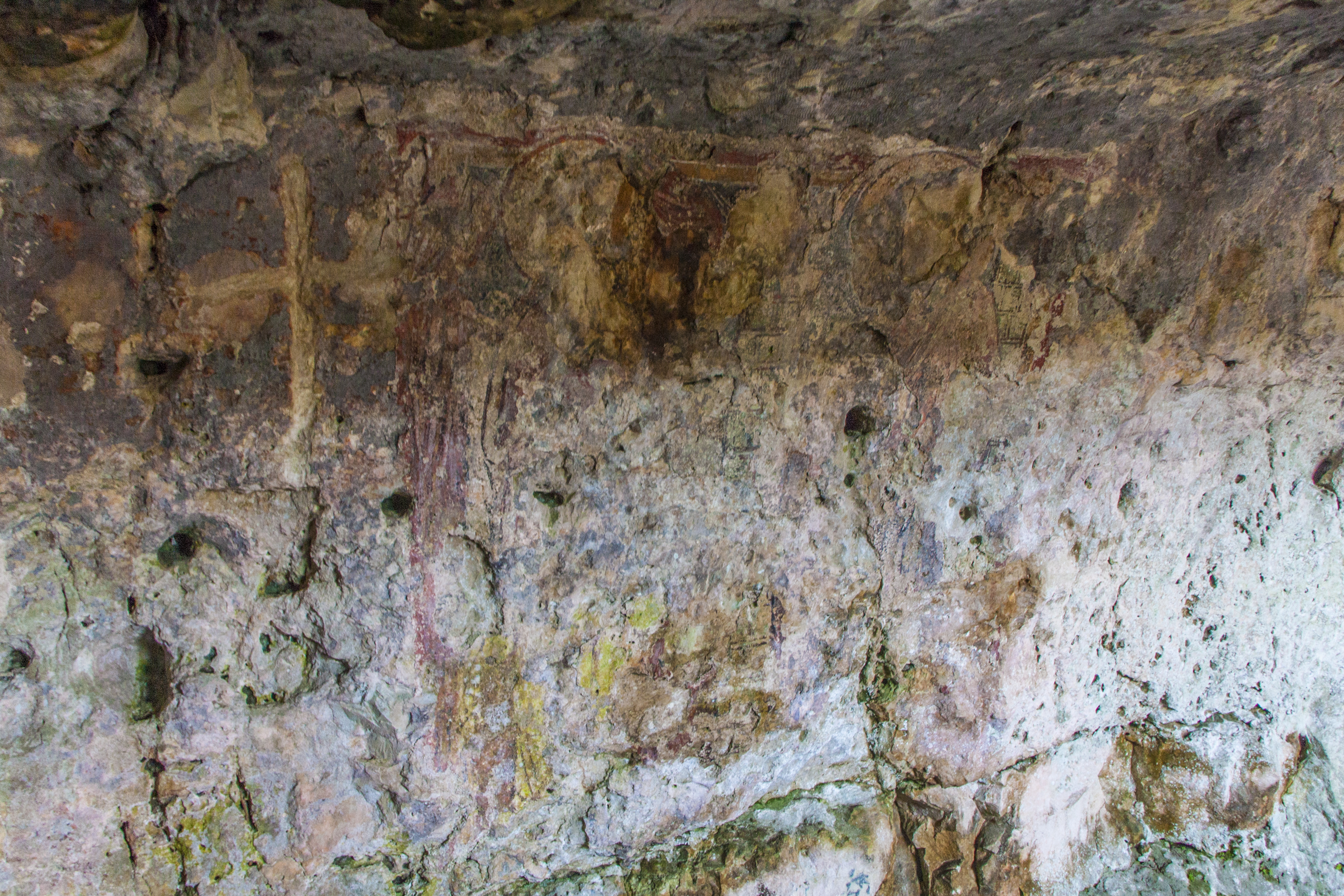
Affreschi della chiesa di San Nicola

#### San Nicola
Più in basso rispetto alla Grotta della Signora si trova un modesto poggio chiamato "Cuozzu" (cozzo).
Qui si trova il santuario di San Nicola, detto anche della Madonna, una grotta di metri 4 per 4,50 circa, dove resistono ancora pitture di età bizantina.
In una figura degli affreschi, che dovevano coprire un tempo le pareti, si può individuare S. Nicola, con la barba, coperto da un pallio e la scritta N(I) (C) OL(A) US sopra la testa.
È raffigurata inoltre una Madonna in atteggiamento di porgere una guancia al bambino, privo però del volto. Sul pavimento c'è una piccola fossa forse per uso di fonte battesimale.

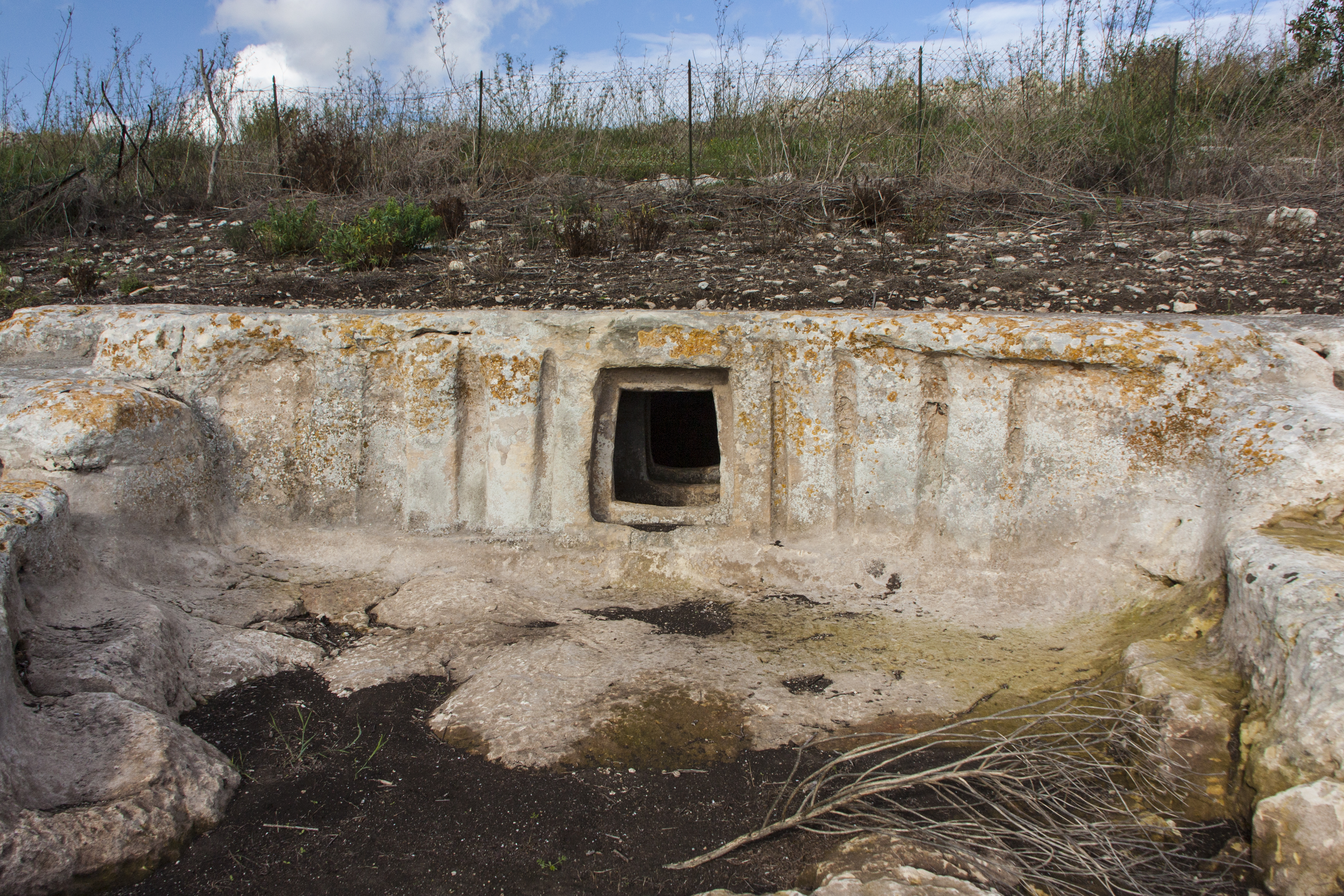
Tomba a finti pilastri

#### Baravitalla
Nella parte nord della Cava Ispica, sempre in tenere di Modica, più numerose sono le tracce di abitazioni del II millennio: grotte, necropoli e oratori ipogeici.
Le tombe sono tutte a forno, di varie dimensioni, con volta a cupola o piatta. Per la singolarità e per la decorazione sul prospetto desta attenzione una piccola tomba ricavata nella parete di una balza rocciosa, in contrada denominata Baravitalla. Ai lati dell'ingresso, dalla caratteristica forma trapezoidale, sono stati intagliati nella parete rocciosa nove finti pilastri - 4 a sinistra, 5 a destra - che danno alla parete di prospetto una dimensione estetica di singolare rilievo, chiaramente con lo scopo di sottolineare l'importanza del monumento sepolcrale forse destinato a un personaggio di rango primario (capo del villaggio?). Superato l'ingresso ci si trova in una spaziosa anticella dalla forma ovoidale, da cui si passa nella cella vera e propria, di forma anch'essa ellittica. La volta a forno e il "thalamos" e un nicchione ricavato nella parete sinistra della cella avvalorano l'ipotesi di un sepolcro destinato a personaggio illustre.
Nel corso degli scavi, condotti sul finire dell'Ottocento a cura della Soprintendenza al museo archeologico di Siracusa, furono trovati - nell'area del villaggio soprastante - pezzi d'osso a globuli, un ago o punteruolo d'osso e un frammento d'osso con tracce d'incisione, reperti oggi conservati presso il Museo Civico "F.L Belgiorno" di Modica.

#### Il Castello Siculo

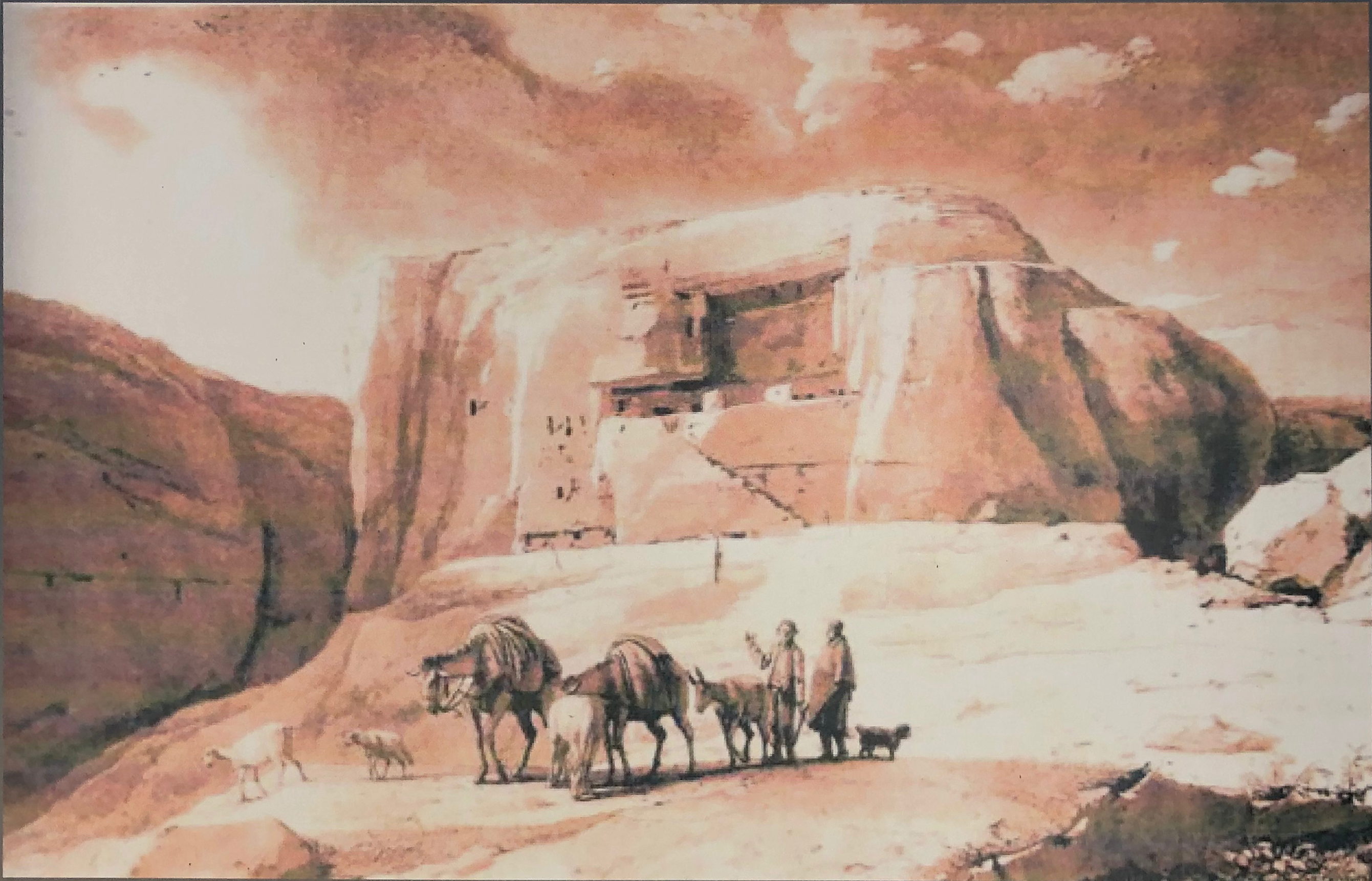
Il castello in una stampa di epoca romantica.

L'opera è talmente monumentale e complessa che riesce difficile pensare che possa essere stato il frutto del lavoro di una sola generazione, sia pure con l'ausilio di strumenti di scavo in bronzo o in ferro.
Si trova a metà circa della Cava Ispica. Una parete calcarea, alta trenta metri, scende a picco nella parte superiore della roccia-grigio e a strapiombo in quella inferiore giallo-rossiccia.
È una vera e propria fortezza. La singolarità del Castello sta soprattutto nella inconsueta architettura dei suoi quattro piani, collegati fra loro da scale interne ancora visibili, con incavi per l'arrampicata e da scale esterne il cui crollo ha messo allo scoperto gli ultimi piani.
Gli ambienti sono quasi tutti di forma rettangolare o quadrata con nicchie alle pareti e presentano gli incavi delle porte e delle finestre. Quasi tutti prendono luce e si dipartono da un lungo corridoio che si sviluppa lungo la parete esterna.
(Sir Richard Colt Hoare, Ricordi di viaggi all’estero, nell’anno 1790. Sicily and Malta- 1817)

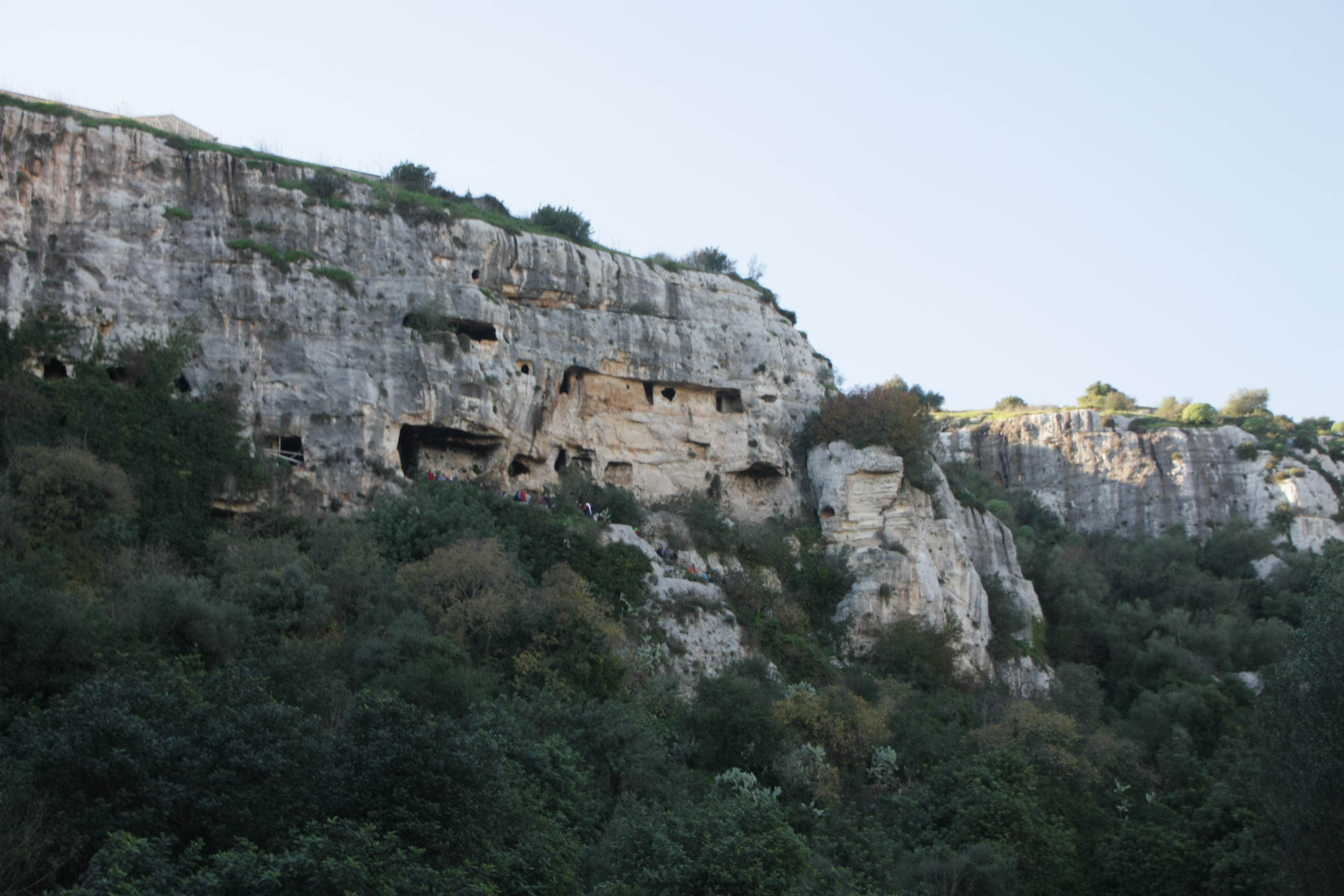
Il castello visto dalla vallata
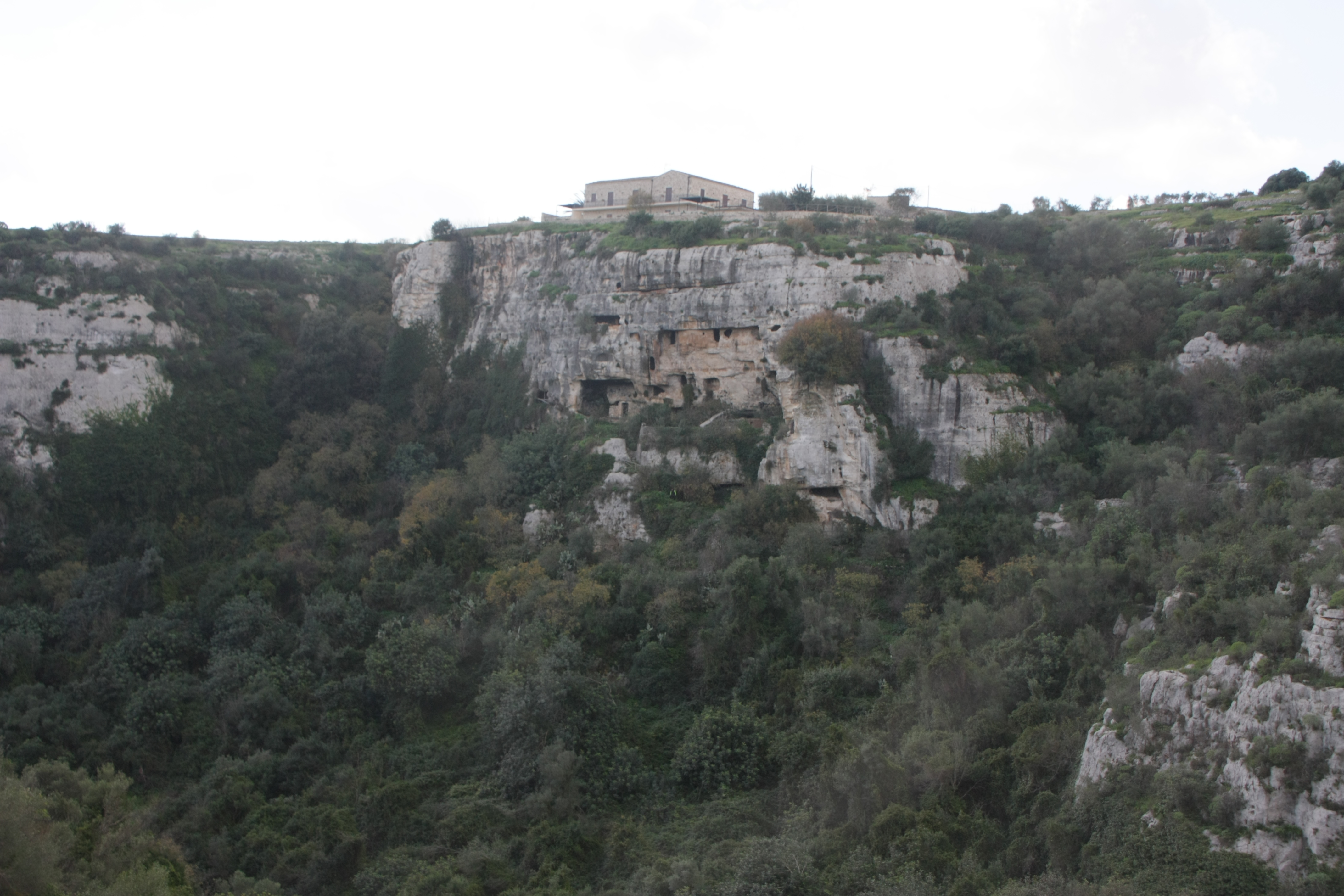
Il castello da lontano
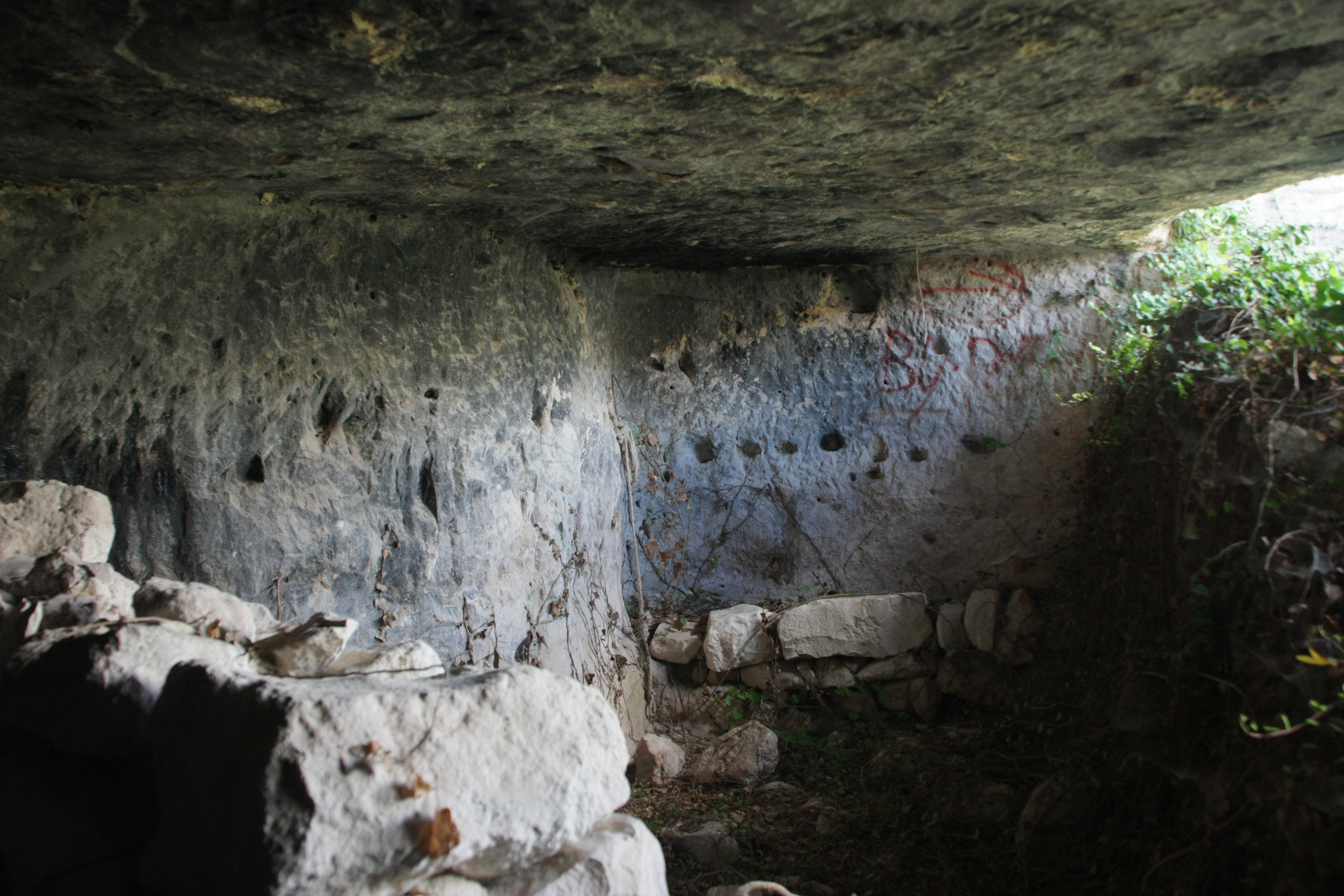
Ambiente interno
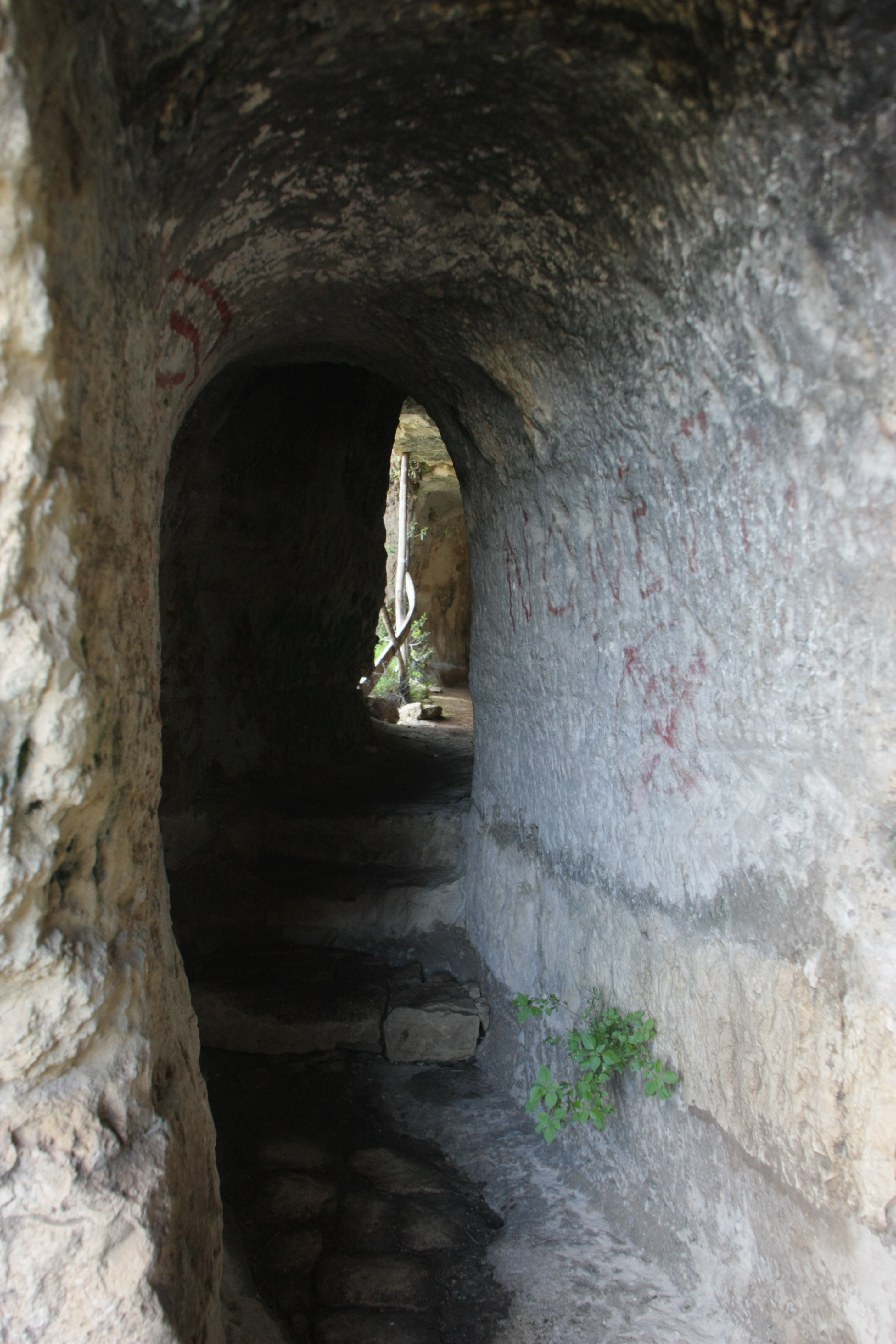
tunnel
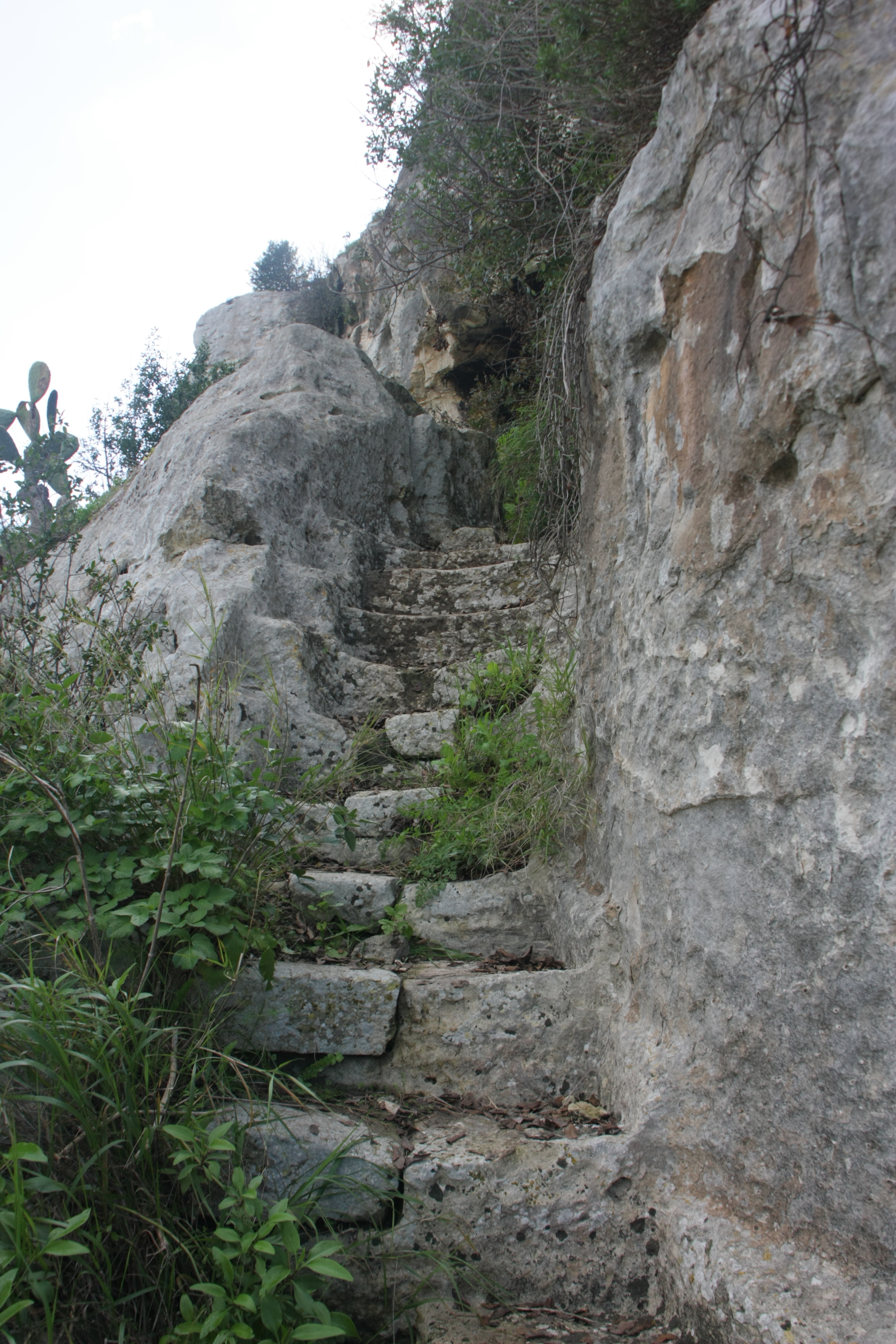
Scala di accesso

#### Necropoli Calicantone

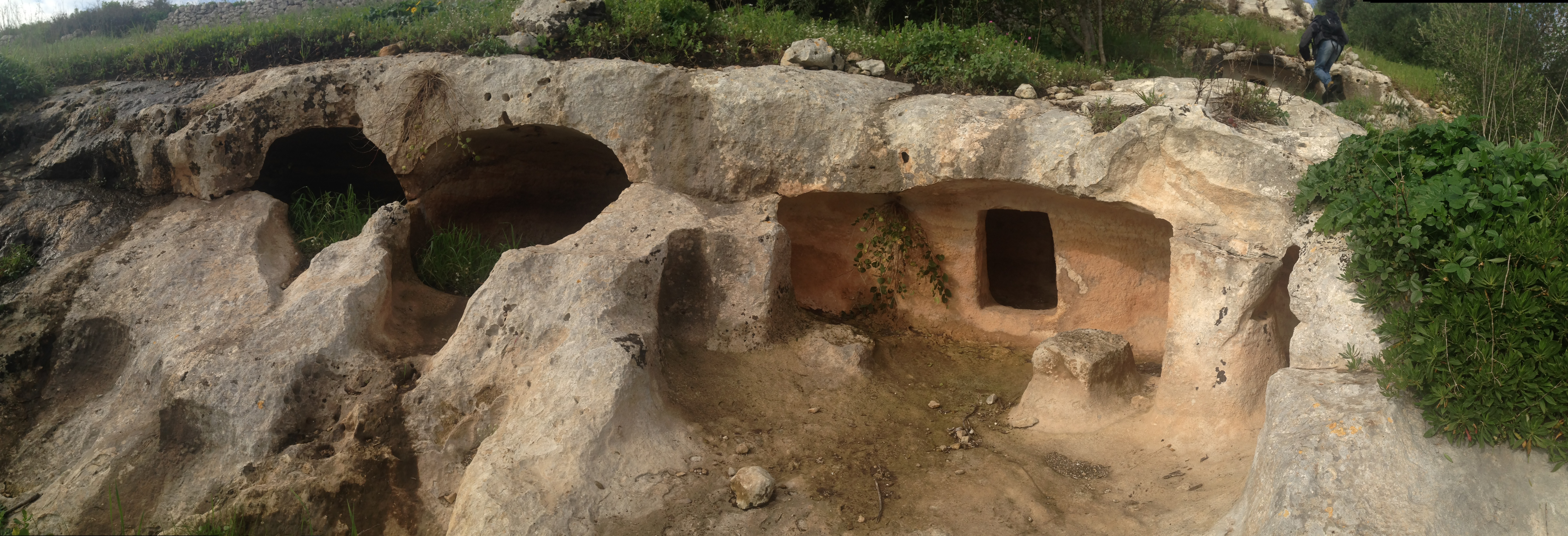
Una tomba della Necropoli di Calicantone

Non troppo distante dal Castello Sicano, in posizione rialzata tale da dominare la vallata si trova la necropoli Calicantone che prende il nome dall'omonima contrada. Si tratta di una necropoli del Bronzo Antico, ovvero del XXII secolo a.C. (4000 anni fa circa) legata alla Cultura di Castelluccio. La necropoli presenta un centinaio di tombe a grotticella, fra le quali se ne segnalano un paio con prospetto a finti pilastri e una preceduta da un basso portichetto, appartenenti a dei clan familiari emergenti.
Tra il 2012 e il 2015 è stata condotta una campagna di scavo ha portato in luce una grande capanna ovale di m. 10 x 5, con 150 oggetti all’interno e degli scheletri che documentano l’abbandono improvviso, e forse violento, del sito nel corso del 1600 a.C.

#### Villaggio Pernamazzoni
Un chilometro più a nord del Castello Sicano si trova, ben visibile lungo una parete verticale, il villaggio Pernamazzoni con vari ambienti scavati nella roccia. 

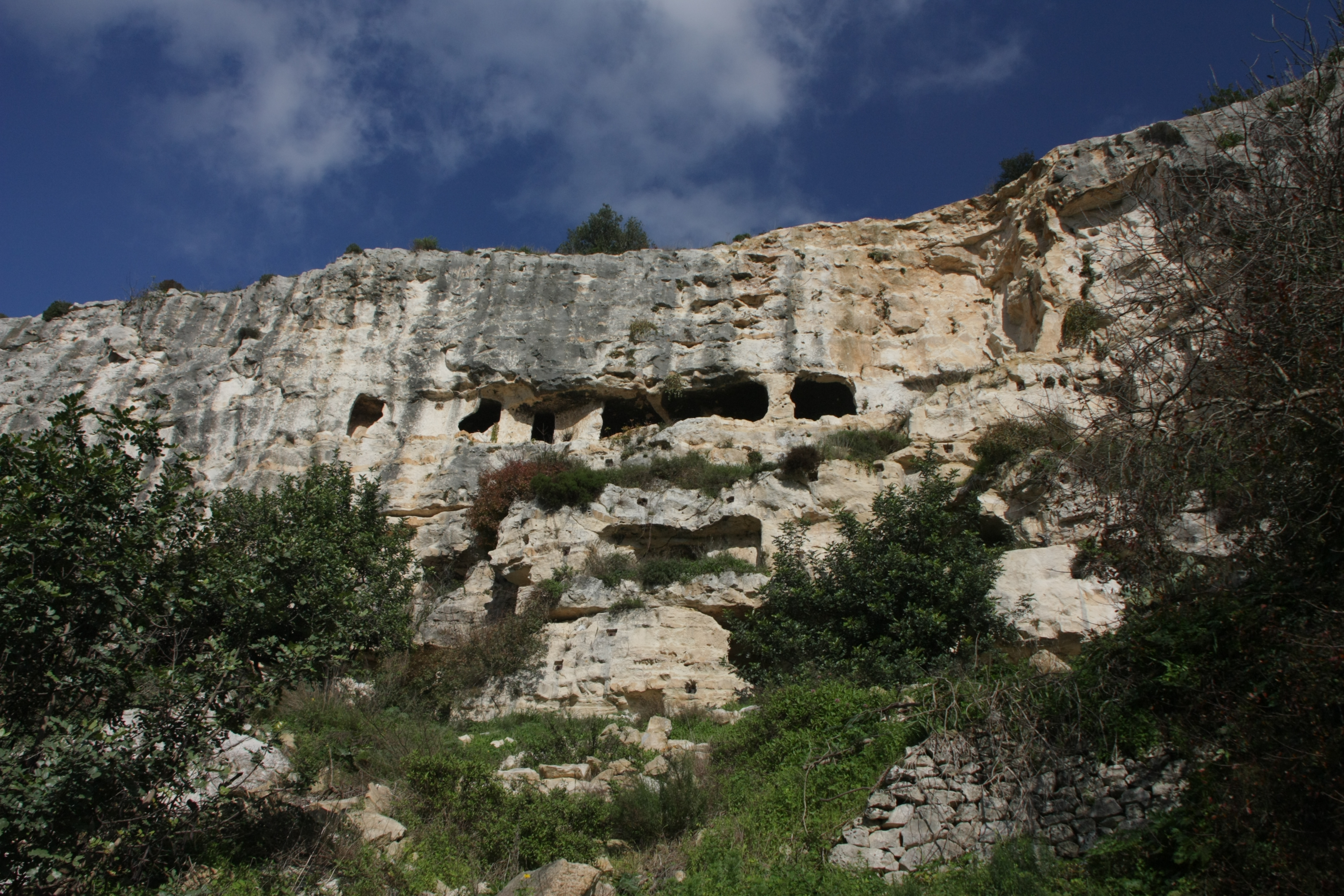
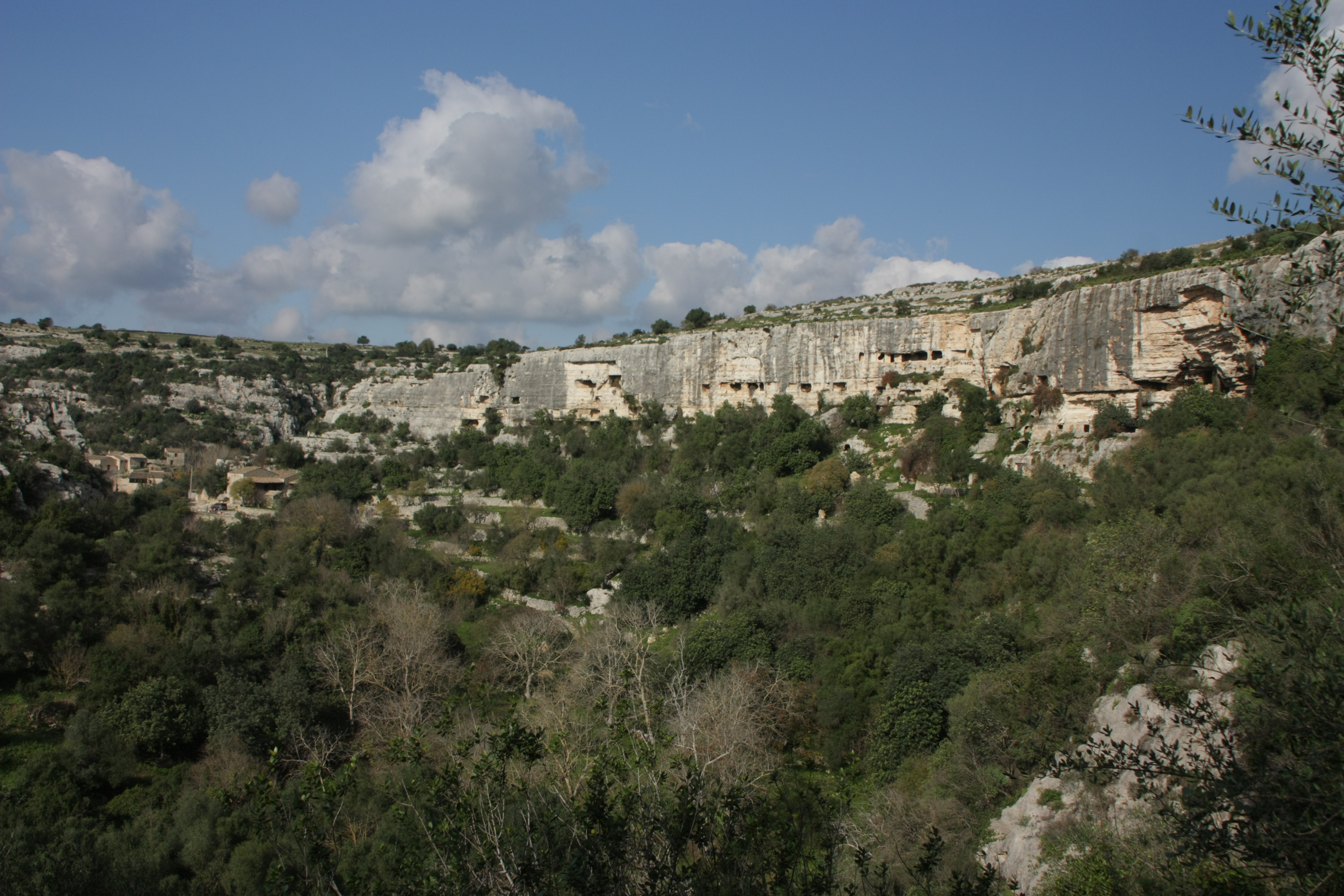

### Monumenti del versante sud

#### San Pancrati
In posizione soprastante rispetto alla chiesa di San Nicola in direzione della Contrada Cannizzara (Modica), si trova il sito già occupato dalla diroccata chiesa di San Pancrati. Si tratta di una delle più antiche chiese del territorio ibleo, risalente alla metà del VI secolo. È una piccola basilica bizantina a tre navate con presbiterio a triconco, costruita con blocchi megalitici in calcare tenero; oggi ci rimangono solo parte dei muri esterni e delle absidi, nonché tracce di un antico pavimento in calcare e di un successivo in cocciopesto. È l'unico esempio di costruzione non rupestre della Cava.

#### La Catacomba di S.Marco
La catacomba di San Marco si trova nella contrada omonima, nella parte finale della Cava, laddove la collina s'incontra con la pianura. È costituita da un corridoio lungo 40 metri circa, sui cui lati si trovano, in successione, più tombe. Sul lato sinistro dell'ingresso molto ampio si dirama un corridoio secondario.
Il corridoio principale, nella parte finale, rischiarato da tre lucernari, si allarga per far posto, al centro, a due tombe a baldacchino. Complessivamente si contano più di 250 tombe. A pochi metri di distanza, sul lato sinistro, un altro ambiente del cimitero ipogeico si articola lungo un piccolo corridoio. La catacomba, legata ad una comunità rurale, è da situare tra il IV e il V secolo d.C.
Per raggiungere la catacomba di S. Marco si va per la strada Ispica-Bufali-Marza. A due chilometri di distanza circa dal bivio Ispica-Pozzallo-Noto s'incontra, in aperta campagna, sulla destra, una strada sterrata che va percorsa per 800 metri circa.

#### Monumenti di età bizantina

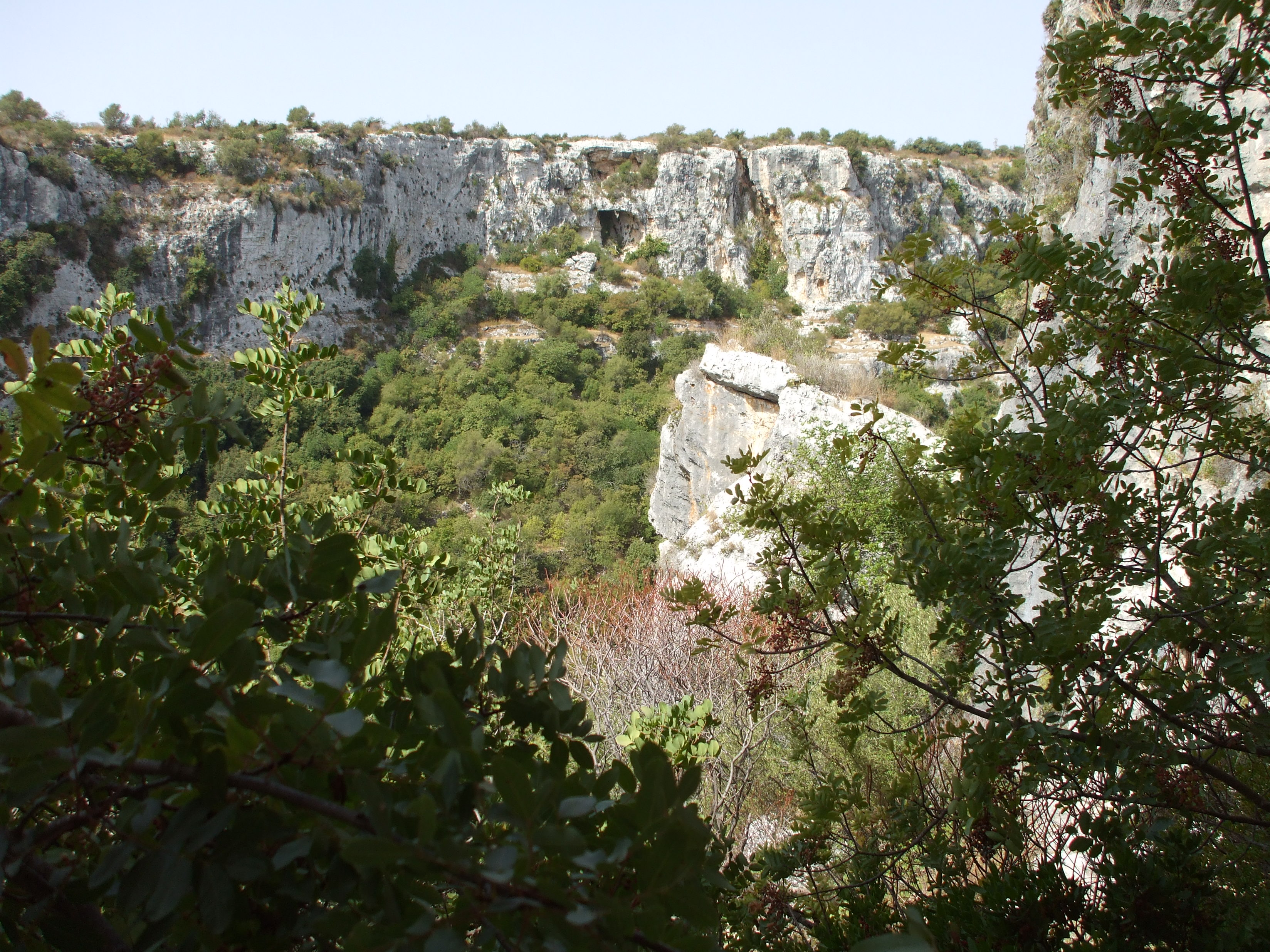
Cava d'Ispica dalla grotta S.Ilarione

Nell'anno 535 d.C. ha inizio in Sicilia la dominazione bizantina con la conquista dell'isola da parte del generale Belisario sotto l'imperatore Giustiniano.
Alcuni cristiani modificarono alcune grotte, altri le ingrandirono per farne luoghi di culto. In una grotta - detta appunto a rutta ri Sant'Ilariuni (la grotta di Sant'Ilarione) - pare abbia dimorato questo santo, mentre tutta la zona è chiamata Scala uruni (scala di Sant'ilarione), per l'esistenza di un'antica scala ricavata nella roccia che dalla grotta portava al fondo della valle.
È il periodo del monachesimo, che si diffonde in ogni angolo della Sicilia. Nello stesso periodo si diffonde il culto di santi greci e più ancora la devozione per la Madonna, soprattutto per la Madonna dell'Idria (Odigitria), che nel culto bizantino doveva proteggere il cristiano nel suo cammino. Anche nella Cava Ispica, che ben si prestava all'isolamento ascetico, si formarono comunità religiose che si preoccuparono di apportare adattamenti agli antichi insediamenti rupestri, ricavando dalla viva roccia veri e propri "conventi" con numerose celle, a più piani tra loro collegati mediante corridoi e scale.
Il complesso rupestre di Sant'Alessandra è da tutti gli studiosi ritenuto appunto un monastero. Nella parte inferiore di detto complesso, in prossimità della Grotta della rogna, esiste una pittura bizantina raffigurante forse Sant'Alessandra. L'immagine dipinta sulla roccia è ormai quasi completamente scomparsa. Lungo tutta la Cava, però, esistono ancora altri simili complessi rupestri, alcuni ormai franati - anche a seguito del terremoto del 1693 - altri ancora ben conservati. È probabile che siano stati abitati da asceti e monaci durante il periodo bizantino.

#### Il Convento
A breve distanza dal Castello, seguendo il corso inferiore del Busaitone, ci si imbatte in quello che viene denominato il Convento.
Il nome è dovuto forse all'esistenza di alcune tracce assai evidenti di architettura chiesastica. Ricavato in un sito quasi inaccessibile, il convento si presenta come un complesso aperto nel vivo di una rupe precipite sul greto della Cava Ispica.
Nel piano superiore è visibile un corridoio sul quale si aprono stanzette piccolissime, rettangolari o quadrate, somiglianti a vere e proprie cellette.
La supposizione che possa trattarsi di un monasterion è avvalorata dal piccolo oratorio rupestre, intitolato a Santa Alessandra, ricavato a brevissima distanza dal Convento e costituito da due ambienti separati. Nel primo si distinguono, dentro una cornice scura, i resti di un affresco che con molta probabilità raffigurava la Santa; il secondo, di dimensioni più piccole, presenta un pavimento roccioso nel quale si trova una buca circolare per la raccolta d'acqua. Quest'acqua ricca di zolfo, oggi come un tempo, è ritenuta miracolosa per guarire le malattie della pelle.
È tradizione antica che per ottenere la guarigione sia necessario lasciare sul posto un indumento personale.

#### Il Palazzo Marchionale
Il palazzo, collocato sul lato meridionale della fortezza, in territorio di Ispica, ha impianto planimetrico a L; lo spazio antistante è occupato da un cortile pavimentato con ciottoli. Sul lato destro sono individuabili gli ambienti di servizio, con granai incassati nel piano del pavimento.
Difficile dare indicazioni sugli altri vani tra cui un corridoio con piastrelle di pietra asfaltica e un vano con pavimento lastricato in rosso pompeiano; la base di una colonna posta nell'angolo Nord-Est fa ipotizzare un impianto monumentale scomparso. Il rinvenimento di frammenti ceramici bizantini fa pensare a una struttura riferibile a quel periodo, mentre nell'articolazione dei resti attuali è da individuare il palazzo della famiglia Caruso prima (XV secolo) e degli Statella dopo. Il palazzo, demolito dal terremoto del 1693, non fu ricostruito.

#### Fortilitium (o Forza)

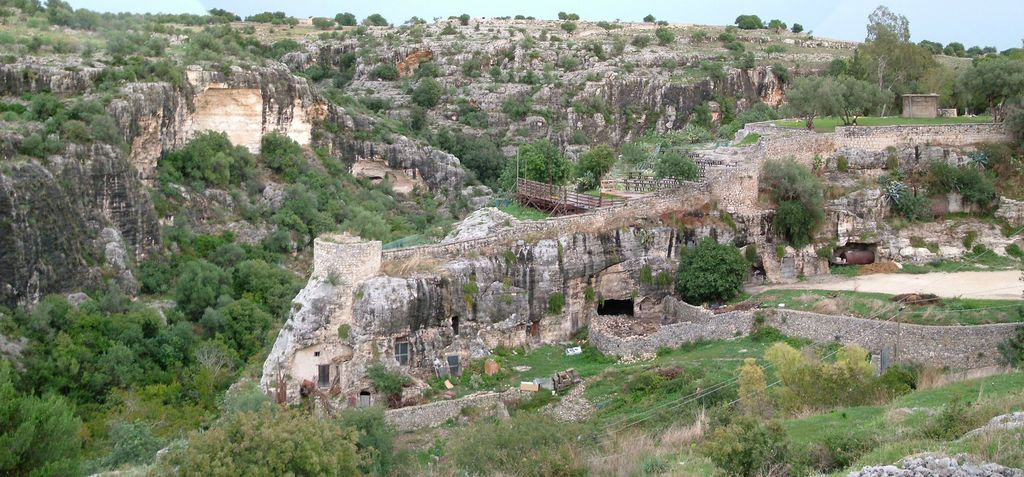
Il fortilitium

Era un castello difeso dagli strapiombi naturali e, dalla parte del macello, da un fossato che si poteva superare tramite un ponte levatoio. Si entrava nel castello attraverso un grande portale di legno fiancheggiato da altre due porte più piccole. Oggi non restano che poche mura che resistettero al terremoto del 1693. Alcuni scavi hanno messo in luce la parte del palazzo marchionale e il pavimento dell'antica chiesa esistente dentro il castello, la SS. Annunziata.
Interessante da visitare è la scuderia, (10 m per 10 m) un'enorme grotta dove venivano custoditi i cavalli del Fortilitium. Vi sono ancora le mangiatoie ricavate nella roccia e gli occhielli per legarvi gli animali. Esiste anche una parte alta dove veniva sistemato il fieno, ambienti adibiti a magazzino, e la sala degli armigeri. Nelle pareti si notano buchi scolpiti nella roccia, dove venivano infissi degli assi di legno per appendervi le armi, gli indumenti e i finimenti degli animali.

#### Necropoli Contrada Crocefia
Il 2 novembre 2013, a circa 3 km dal centro abitato e a 150 metri dal lato ovest di Cava d'Ispica, è stata rinvenuta dal Dott. Giuseppe Bellisario una necropoli fino ad allora ignota alla letteratura locale. La Soprintendenza di Ragusa, dopo un sopralluogo effettuato un mese dopo la scoperta, ha stabilito che la necropoli risale al periodo tardo-antico. La necropoli conta circa 20 loculi funebri, tutti rivolti ad est. Nello stesso sito e nelle sue prossimità sono state rinvenute anche diverse lastre di copertura. L'area è stata sottoposta a tutela archeologica.